# 都铎王朝
都鐸王朝（英語：House of Tudor），是1485年－1603年統治英格蘭王國和其屬土的王朝。而該王朝首位君主亨利七世乃威爾斯古時的德赫巴思公國（Welsh principality of Deheubarth）統治者和英格蘭王國的蘭開斯特王朝的後裔。
來自德赫巴斯國（Deheubarth）的亨利七世不但得到蘭開斯特王朝的支持者的民心，更在戰爭中獲得蘭開斯特宿敵——約克王朝的支持，在玫瑰戰爭後期漸漸得勢。之後順利登上英格蘭王位，被稱爲亨利七世。而他和伊麗莎白·約克的聯姻，象徵著過往開戰的雙方，在新王朝的旗幟下聯合起來，進一步鞏固了都鐸家族的勝利。而都鐸王朝的權勢並不局限在英格蘭，他們在《1535-1542年威爾斯系列法案》中成功將威爾斯兼併入英格蘭王國，並確立了英格蘭王國對愛爾蘭王國的治權。他們亦維持了對法國王位的主張，但歷任君主都沒有在實現該主張上有任何實質進展。
歷史上總共有五位都鐸君主統治過英格蘭的屬地，超過一個世紀。而亨利八世是唯一一位活至成年的亨利七世儿子。因此王位繼承一直是都鐸年間的主要政治議題。
隨著終身不嫁的「童貞女王」伊麗莎白一世的駕崩，都鐸王室從此絕嗣。而當時在位蘇格蘭國王詹姆士六世的曾祖母，正是亨利八世的長姊瑪格麗特·都鐸公主。因此詹姆士根據和伊麗莎白生前的秘密約定，入繼英格蘭王位，英格蘭和蘇格蘭組成共主邦聯，結束了兩個王國持續近六百年的戰爭，進入了斯圖亞特王朝時期。

## 都鐸家族前世

亨利七世的祖父歐文·都鐸爵士的家族紋章

都鐸家族的母系祖先是約翰·博福特（John Beaufort），14世紀英格蘭親王蘭開斯特公爵岡特的約翰和情婦凱瑟琳·斯溫福德（Katherine Swynford）的私生子，而蘭開斯特公爵的父親正是英王愛德華三世。一般情況下，私生子是不可能主張有王位繼承權，但情況在1396年，由於蘭開斯特公爵和凱瑟琳在約翰·博福特25歲的時候正式結婚，而變得複雜起來。羅馬教宗在同年，英格蘭國會在次年各自發佈公告追溯承認約翰·博福特是蘭開斯特公爵合法婚生子女的地位。而蘭開斯特公爵的另一個婚生兒子英王亨利四世，亦承認約翰·博福特婚生子女的地位，但宣佈他們沒有權繼承王位。不過博福特家族一直在政治和同宗的蘭開斯特王室同一陣線。
約翰·博福特的孫女馬格麗特·博福特郡主，國內一大可能的王位繼承人，她嫁給了埃德蒙·都鐸伯爵。埃德蒙·都鐸是威爾士貴族欧文·都铎（Owain Tewdr）和英王亨利五世的寡后凱瑟琳（Katherine of Valois）的兒子。但艾德蒙和他的弟妹不是未婚所出的私生子女，要麼就是他們父母祕密結婚後所出，因此他們的命運寄託在他們同母異父的兄長，英王亨利六世的仁慈和權勢之上。因此蘭開斯特家族失勢，都鐸家族也劫數難逃。艾德蒙的兒子亨利·都鐸因此流亡在布列塔尼長大，而其母馬格麗特·博福特郡主則在英國再婚，潛伏在敵對的約克王朝治下的英格蘭為兒子的未來謀劃。

## 亨利七世時代（1485-1509）
在蘭開斯特家族人丁凋零之際，亨利宣布自己乃蘭開斯特家族的王位繼承人。利用在位英王理查三世的民望低迷，馬格麗特郡主得以將不滿現狀的約克王朝支持者，轉為支持他的兒子。而亨利很快成功登陸英格蘭，並於1485年在博斯沃思原野戰役（Battle of Bosworth Field）打敗理查三世，隨即以亨利七世稱王即位。並通過迎娶理查三世的姪女約克的伊麗莎白（Elizabeth of York），平息了對其繼位合法性的爭論，更以這場敵對家族之間的聯姻結束了玫瑰戰爭，並以蘭開斯特王朝和約克王室結後的後代，開創一個新的王朝，並將蘭開斯特的紅玫瑰和約克的白玫瑰合併組成都鐸王朝的王徽，紅白「都鐸玫瑰」。
之后约克王朝仍有公主之子林肯伯爵、萨福克公爵等觊觎者图谋复辟，但都败亡。

### 對外關係
亨利七世在位期間，他對歐洲國際政治參與有限，只參加過兩場戰爭。一場戰爭是捲入了1489年布列塔尼戰爭，另外一場戰爭是1496年至1497年间為報復蘇格蘭支持珀金·沃貝克以及蘇格蘭入侵英格蘭北部地區而對蘇格蘭發動的戰爭。這兩場戰爭的結局是1492年英格蘭與法國和解，對蘇格蘭的戰爭結局因爲1497年的西部叛亂而放棄。1502年亨利七世與詹姆斯四世和解，為女兒瑪格麗特與詹姆斯四世的聯姻鋪平了道路。

### 穩定經濟財政
亨利七世在位期間，他最爲關注的重點之一是如何重新積纍皇家國庫，在歐洲，英格蘭從來不是一個富裕國家，特別是在玫瑰戰爭之後更是如此。他在位期間，對外通過參與明礬貿易以及簽訂對英國有利的《馬格納斯協定》增加貿易盈餘，對内則引進有效的稅收體系，改善了稅收。並通過實行的財政緊縮政策，使他能夠為他的下一代，王位繼承人亨利八世留下了大量財政積纍。在個人財務上，他也精打細算，并進行了詳細記錄，金額精確到半便士，這些賬本以及皇后、朝臣的開支賬本都保存在英國國家檔案館。

### 工業革命的萌芽
1497年為了與蘇格蘭的戰爭，處於對鐵器的需求，亨利七世投資建設了高爐煉鐵工坊。這是一個具有劃時代的產業。而農民看到了這個商機，紛紛在農莊辦起了高爐煉鐵作坊。高爐產生的溫度足以將鐵熔為鐵水，並採用提供空氣（氧氣）灌入的生產技術，其動力能源是以水車為原動力。對出爐的鐵器也採用以水車為動能的器具進行鍛造，而不是人工。它所生產出來的鐵器與之前生產方式生產的鐵器相比，品質更好，生產效率更高。有人說，沒有都鐸時代的這項煉鐵技術新發明，就沒有後來的工業革命。
1500年由於英鎊貶值，使得英國羊毛商品在歐洲市場提高了價格競爭力，伴隨而來的布料貿易也隨之擴大，給英國羊毛產品商帶來好時機。1500年製造業是英格蘭增長最快的經濟領域。當時英格蘭向歐洲出口的主力產品是羊毛。都鐸王朝之前，由於其他歐洲國家同類產品的競爭，英格蘭的羊毛出口受到極大壓力。但到了都鐸王朝之後，由於加工製造業的發展，使得英格蘭羊毛產品成爲具有競爭力的商品，1500年代中期，英格蘭每年出口歐洲大陸的羊毛及毛紡產品貿易金額為150萬英鎊。羊毛產業的發展，進一步助長了“圈地運動”。

### 亨利七世的個人生活
亨利七世和伊莉莎白王后共有七個子女，其中四位長大成人，他們是：
|                       | 生卒年月日                    | 享年          |
| --------------------- | ----------------------------- | ------------- |
| 長子亞瑟·都鐸王子     | 1486年9月20日－1502年4月2日   | 15歲          |
| 長女瑪格麗特·都鐸公主 | 1489年11月28日—1541年10月18日 | 51歲          |
| 次子亨利·都鐸王子     | 1491年6月28日－1547年1月28日  | 55歲          |
| 次女伊麗莎白·都鐸公主 | 1492年7月2日－1495年9月14日   | 3歲           |
| 三女瑪麗·都鐸公主     | 1496年3月18日－1533年6月25日  | 37歲          |
| 三子埃德蒙·都鐸王子   | 1499年2月21日－1500年6月19日  | 1歲           |
| 四女凱瑟琳·都鐸公主   | 1503年2月2日－1503年2月10日   | 出生8天後夭折 |

亨利七世的長子亞瑟迎娶了阿拉貢公主凱瑟琳，以締結和阿拉贡國王斐迪南二世及卡斯蒂利亚女王伊莎貝拉一世的同盟。亞瑟和凱瑟琳在魯德婁城堡這一威爾斯親王的傳統駐所渡蜜月。但兩人結婚後四個月，亞瑟猝死，亨利王子成為王位繼承人。亨利七世雖然取得教宗訓令，同意亨利王子娶兄嫂，但亨利七世後來又宣佈自己並未同意這一婚約，因此兩人婚禮並無在亨利七世駕崩以前舉行。
在英國歷代君主中，亨利七世是少數沒有情婦的君王之一。他對母親、妻子、子女的關愛體現在寫給他們的書信上以及花在他們身上的大手筆開銷方面。1491年春天，他花了大量的黄金为女兒瑪麗買了一把琵琶；第二年，他為伊麗莎白的動物園買了一頭獅子。1502年亞瑟王子的去世、1503年王后伊麗莎白的去世，給他打擊巨大。亨利七世是一個不輕易表露感情的人，長子和王后的去世之後，他都將自己關在屋内好幾天拒絕會客。伊麗莎白去世之後，他曾經考慮通過與西班牙王室的聯姻續弦，以加强與西班牙的聯盟，甚至在獲得教皇的婚姻豁免權之後，曾打算與守寡的兒媳凱瑟琳結婚。因爲在那個時代，長期作爲鰥夫的君主是很異常的。不過，到最後他都沒有續弦。
亨利七世於1509年4月21日在里士满宫死於肺結核，終年52歲。并被安葬在威斯敏斯特教堂委托建造的小教堂裏，與他的妻子伊麗莎白爲鄰。亨利七世是否是一個偉大的國王這一歷史評價尚存爭議，但他無疑是一個成功的國王，因爲他恢復了王國的健全財政，加强了司法體系，並成功地阻絕了其他人想要獲得王位的企圖，從而為他身後的王權平穩交接創造了有利條件。

## 亨利八世時代（1509-1547）

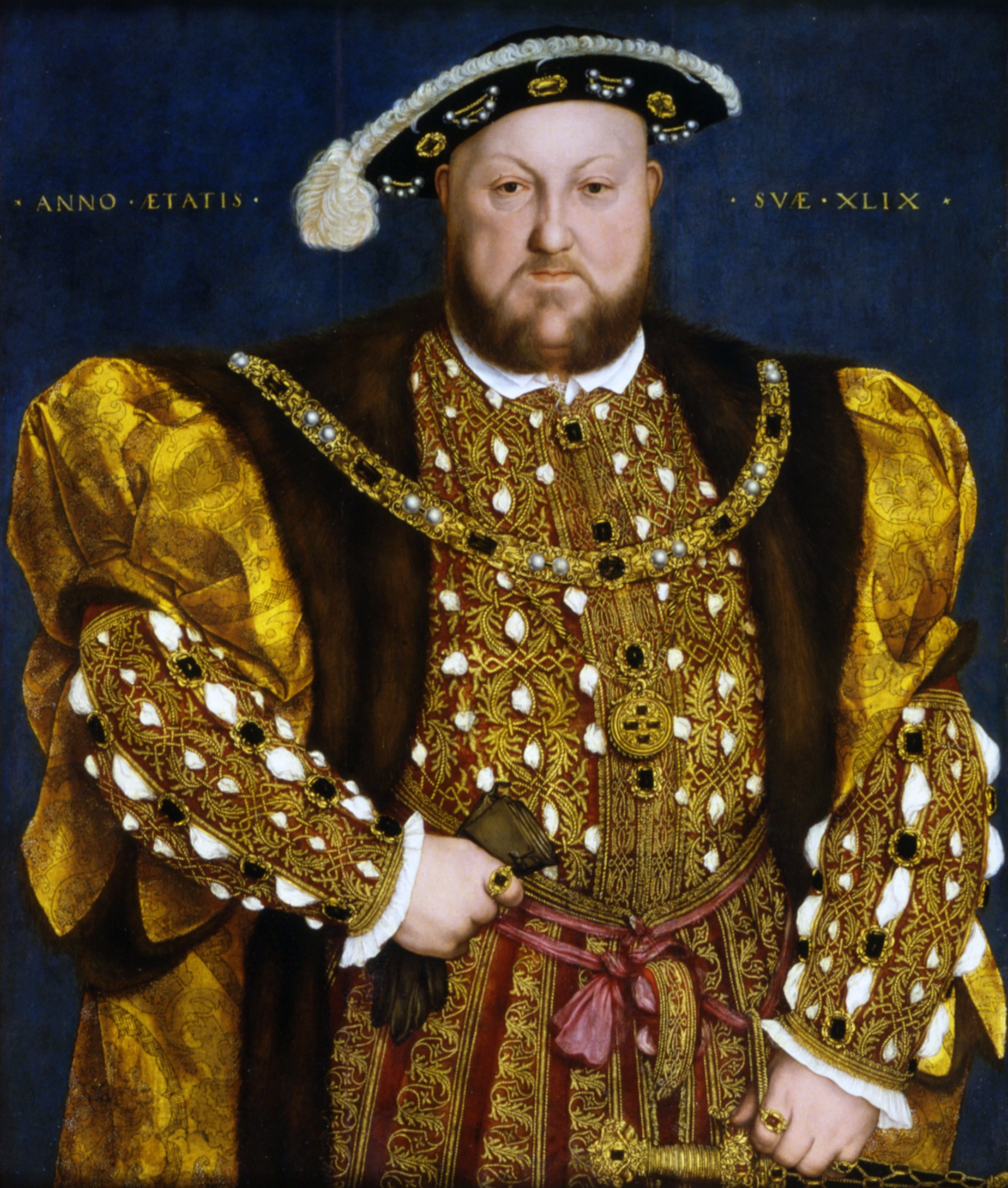
亨利八世

亨利七世去世之後，亨利八世於1509年4月22日繼位登基。他即位後迎娶了成爲遺孀的兄嫂凱瑟琳，兩人在1509年6月11日正式結婚，同年6月24日於西敏寺加冕。亨利八世剛剛登上王位時，他對理政幾乎沒有興趣，相反，他更喜歡奢飾品和從事體育活動。繼位開始的頭兩年，他幾乎放手讓大臣們主事，之後他才開始對自己所統治的領域和軍事戰略發生了興趣。年輕時代的亨利，情感豐富、精力充沛，且頗有音樂才華，16世紀流傳至今的一首英格蘭民謠《綠袖子》據説是出自他的作曲，但同時也以脾氣暴戾而聞名。1536年2月，他因爲參加一場比武大賽而嚴重受傷，曾一度昏迷幾個小時，這次的創傷給他腿上留下了終生殘疾並導致行動不變，他因此而暴飲暴食導致身體愈加肥胖。身體健康的下降，更使得他變得易怒和暴虐。由於他處決了自己的兩任妻子和三個手下大臣、對效忠羅馬教廷的天主教教徒進行打壓以及嚴酷鎮壓反對派，因此他被稱爲英國歷史上的暴君。

### 對外關係

#### 1511年-1514年的戰爭
1511年10月教皇尤利烏斯二世成立反法神聖同盟之後，亨利八世也與西班牙的費爾南多二世簽訂了協議。亨利希望以此將英格蘭與西班牙結成新同盟。爲了收復1453年英法百年戰爭中失去的飛地阿基坦，亨利策劃1512年春季英西聯合進攻，以實現他統治法國的夢想。然而，1512年4月正式宣戰之後，這次襲擊并非是亨利親自指揮，而且遭到敗績，費爾南多只是想利用它達到自己目的，這使聯盟關係變得緊張。好在不久之後，法國人被趕出了意大利，聯盟得以幸存，雙方都希望贏得對法國的進一步勝利。1513年6月30日，亨利入侵法國，英格蘭軍隊在吉納蓋特戰役中擊敗了法國軍隊，這是一個小小的勝利，并不影響全局，然而英國達到了宣傳目的。之後，英格蘭將到手的泰鲁阿訥交給了馬克西米利安，而亨利八世親率大軍奔向更重要的據點——圖爾奈。亨利在外遠征之際，他的姐夫——蘇格蘭國王詹姆斯四世卻趁虛攻入英格蘭。但是在凱瑟琳王後的督戰下，英格蘭軍隊在1513年9月9日的弗洛登戰役中擊敗了蘇格蘭軍隊，詹姆斯四世戰死。這場短暫的戰爭以蘇格蘭敗退而收場。這場戰爭儘管讓亨利八世嘗到了軍事勝利的甜頭，但是他決定不再參與1514年的戰爭行動，因爲這期間他在經濟上支持西班牙和神聖羅馬帝國，導致了英格蘭國庫吃緊。這場戰爭隨著傾向與法國和談的教皇利奧十世取代了尤利烏斯二世，亨利自己也和法國路易十二簽訂了條約，他的妹妹將成爲路易十二的妻子，以此向年輕的查爾斯承諾此條約可以確保8年之久的和平

#### 與法國、西班牙的三邊關係

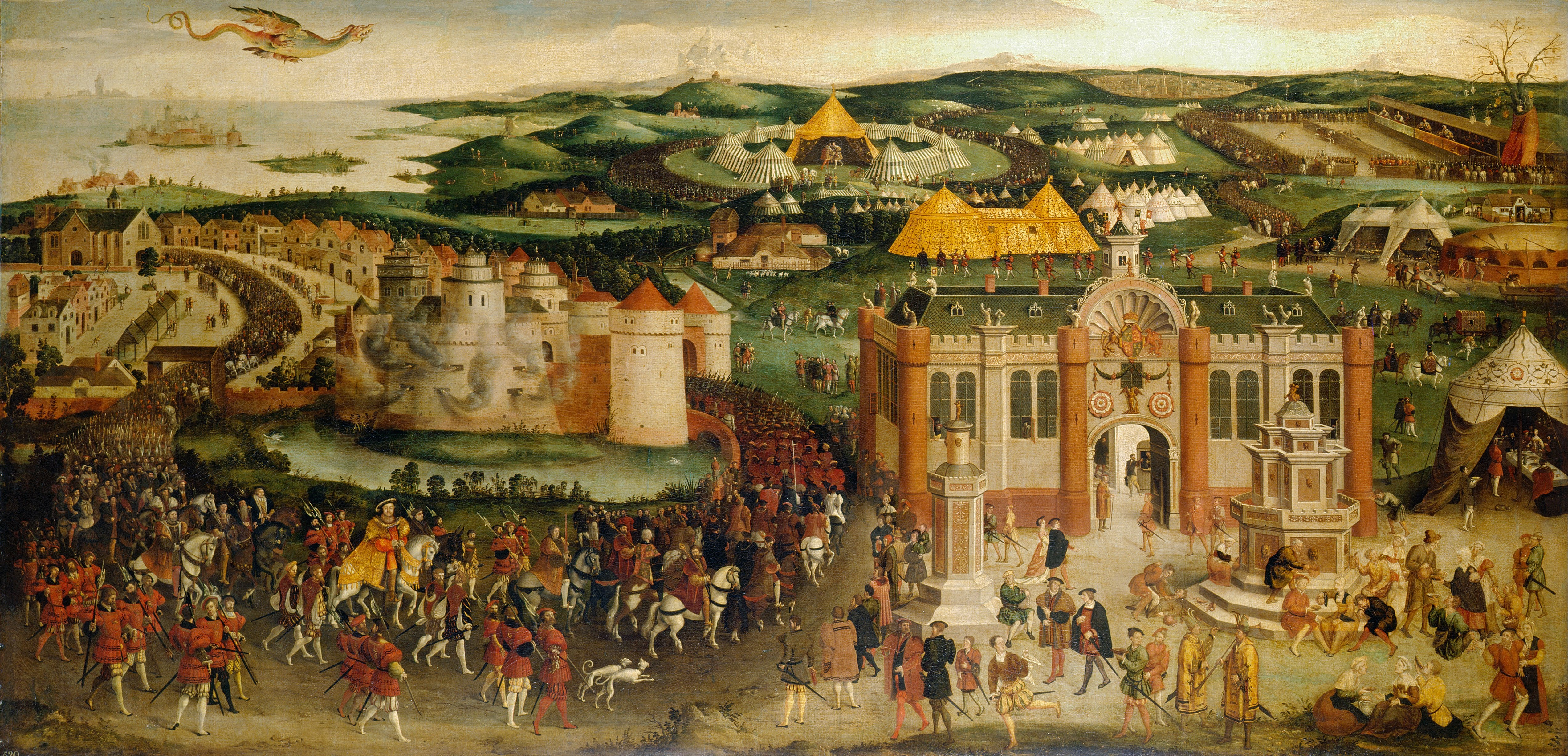
1520亨利八世與佛朗索瓦一世會聚加萊的金帛盛会

亨利妻子凱瑟琳的侄子查理五世，繼承了歐洲兩大帝國，1516年成爲西班牙國王，1519年成爲神聖羅馬帝國皇帝。1515年法國國王路易十二去世後，他的堂兄弗朗索瓦一世繼位。這三個王位的年輕繼承人，都有機會重塑江山。面臨來自東方新崛起的奧斯曼帝國的威脅，爲了維護西歐各國的安全，亨利八世的首席大臣托馬斯·沃爾西促成了英格蘭與法國達成和解的1518年倫敦條約。亨利於1520年6月7日在加來附近的屬於英格蘭領地的巴蘭岡會見了法國新國王弗朗索瓦一世，舉行了爲期兩周的奢華娛樂活動的“金帛盛会”，旨在建立雙方友好關係，避免戰爭。然而各方的利益相互衝突，亨利八世依然堅持恢復以前在法國的飛地，但也尋求與勃艮第結盟，以及繼續得到神聖羅馬帝國的支持
查理五世於1521年從他所控制的歐洲大陸領土向法國發動戰爭，亨利試圖提出調解但收效甚微。年底英格蘭與查理五世結盟，英國在法國北部地區的一次軍事行動，佔據了一小塊空間。查理五世在1525年帕維亞戰役中俘獲了弗朗索瓦之後，掌握了和平的主動，於是亨利決定退出其盟友的戰爭，并於1525年8月30日在英格蘭赫特福德郡首席大臣沃爾西與法國大使簽訂了摩爾條約，條約規定：英格蘭同意放棄在法國境内的飛地領土要求，作爲補償，每年法國給予英格蘭兩萬法郎的賠償，同時英格蘭斡旋使查理五世釋放被俘的佛朗索瓦一世。

#### 對愛爾蘭的征服
1534年亨利八世要求移居在愛爾蘭的英格蘭貴族們將管轄的土地上交英格蘭國王，再由英格蘭國王進行封賞。1542年亨利八世又以愛爾蘭議會的名義宣佈他為愛爾蘭國王。這成爲了英格蘭開始統治愛爾蘭的第一步，但是亨利八世的愛爾蘭政策遭到了當地貴族們的抵制，愛爾蘭貴族們的反叛一直持續到17世紀初。

#### 與蘇格蘭的戰爭
爲了消除來自蘇格蘭的潛在威脅，英格蘭與蘇格蘭於1542年11月24日，在交界處展開了索維莫斯戰役，蘇格蘭戰敗。詹姆斯五世於12月15日去世。亨利借此希望他的兒子與詹姆斯五世的繼任者瑪麗的聯姻來統一英格蘭和蘇格蘭的王位。這個建議得到了蘇格蘭攝政王詹姆斯·漢密爾頓的同意，卻遭到了蘇格蘭國會的反對。爲此1543年12月英格蘭與蘇格蘭之間爆發了一場長達八年被稱之爲“粗暴求婚”的戰爭，這場戰爭一直持續到亨利去世後若干年。

#### 統合威爾士行政律法
早在諾曼征服時代，英格蘭勢力開始影響威爾士，1283年英格蘭國王愛德華一世征服了威爾士公國全境，1284年《羅德蘭法規》通過，旨在以英格蘭法律取代威爾士刑法，但威爾士民法以及獨自的行政法律體系一直繼續沿用。直到亨利八時時期通過的《1535年和1542年威爾士法律法案》首次將威爾士的民法以及行政管理體系完全納入到了英格蘭王國的法律體系之内。

#### 與法國的第二次戰爭
1539年法國與西班牙的關係破裂，最終轉化爲戰爭。隨著凱瑟琳的去世以及安·博林的被處決，查理五世與亨利八世關係逐漸改善。兩者之間訂立了秘密聯盟，亨利決定參加意大利戰爭以支持他的盟友，計劃於1543年入侵法國。但是後來與蘇格蘭戰爭的爆發，拖延了英格蘭對法國的進攻，這惹惱了查理五世。最後亨利終於決定於1544年6月對法國進行一次兵分兩路的襲擊，一路是進攻蒙特勒伊，另一路是進攻布洛涅，蒙特勒伊久攻不下，布洛涅於1544年9月18日被攻陷。但是亨利八世拒絕了查理五世的進軍巴黎的要求，查理五世作戰失利，不得不與法國求和。亨利八世面臨單獨與法國作戰的局面，佛朗索瓦一世試圖於1545年夏天反攻英格蘭，但在索倫特戰役中被擊退。耗盡財力的英法雙方只得於1546年6月7日簽署坎普條約，英格蘭獲得了布洛涅爲期八年的管轄權，之後再以75萬英鎊返還給法國，因爲亨利八世的財政已經是捉襟見肘，1544年至1546年的這場戰爭消耗了英格蘭國庫65萬英鎊。

#### 與羅馬教廷決裂
亨利八世統治期間，主導了一個當時引起極大爭議並引發了社會矛盾、但後來也成爲了具有歷史意義的宗教國策，那就是與羅馬教廷分道揚鑣。亨利八世與羅馬教廷決裂的出發點并不是像馬丁·路德那樣以回歸基督教本義爲目的所追求的宗教改革，而是因爲他意欲與兄嫂凱瑟琳離婚，卻不爲羅馬教廷允准爲由，為了達到與凱瑟琳王後離婚這一現實功利目的，亨利八世不惜另起爐竈，建立獨立的英國聖公會，并宣佈自己是英國聖公會的首領。當時英格蘭尚還在羅馬教廷的影響之下，亨利八世這個決斷，在民衆當中產生了對亨利八世的抵觸情緒，英格蘭各地也因此陷於混亂並引發了大規模的衝突，但是亨利八世依然强制推行他的“去羅馬化”宗教政策，爲此拆毀了許多天主教教堂，將天主教教堂的財物充公。英格蘭國會通過法案，斷絕和羅馬教廷的宗教聯繫，新任坎特伯里大主教托馬斯·克蘭麥，宣佈亨利和凱瑟琳的婚姻無效。亨利八世這個行爲固然加深了與羅馬教廷的矛盾，一度引發了英格蘭的社會動亂，但從長遠來看，擺脫了羅馬教廷束縛的英格蘭從一個天主教的國家逐漸演變爲一個基督教新教的國家。英國聖公會的產生與當時的宗教改革運動匯合在一起，導致了基督教歷史上的第二次大分裂，形成了新生的新教勢力，它與東正教、天主教形成三個主要的基督教教派。

### 鎮壓叛亂
亨利八世時期，隨著人口的增長，尤其是在約克郡地區，導致了人口對土地需求的增加，爲此很多曾經作爲的公有地被圈占，進而導致了勞力過剩和商品價格上漲，爲社會動蕩醖釀了不安因素。1535年的糧食穀物歉收導致了同年6月的克拉文（Craven）和1536年4月的薩默塞特郡的糧食暴動。除此之外，由於亨利八世與羅馬教廷決裂，在這過程中，他手下的重臣托馬斯·克倫威爾强行關閉天主教修道院和教堂，將教會財產充公。引發了人們的抗議，進而發生了林肯郡暴動。這場暴動馬上被鎮壓下去。但是同年10月在約克郡又爆發了更大規模的“求恩巡禮起義”。起義在其領袖羅伯特·阿斯克領導下，其規模迅速擴散到英格蘭北部地區。這場因爲經濟和宗教原因導致的大規模社會暴動，給亨利八世的統治帶來了巨大危機。爲此，亨利八世采用了軟硬兼施、欺詐誘騙等手段殘酷鎮壓了這些起義，參與起義的決策者們共有216人其中包括天主教教士和他們的家屬被處決。

### 三個重臣
亨利八世時代，有三個大臣先後受到器重並發揮了重要作用，其地位頗有“一人之下，萬人之上”的意味。然而，這三個曾經受到亨利八世器重的行政長官，卻先後被亨利八世投入監牢并被處決。

#### 托馬斯·沃爾西
亨利八世繼位初始，第一位寵臣是首席大法官托馬斯·沃爾西樞機，當時英格蘭還沒有與羅馬教廷決裂，亨利八世爲了能解除與兄嫂凱瑟琳的婚姻，他曾經徵詢了托馬斯·沃爾西的意見，沃爾西也前往羅馬，面見教宗以尋求教廷方面的首肯。但教廷受到西班牙王室，特別是來自凱瑟琳外甥神聖羅馬皇帝查理五世的壓力。凱瑟琳更興訟挑戰離婚的決定。沃爾西樞機因無法取得離婚同意而失寵，1530年托馬斯·沃爾西被判爲叛國罪，在被押送倫敦的路途中，客死萊斯特。

#### 托馬斯·莫爾
托馬斯·莫爾是虔誠的羅馬天主教徒，亨利八世早期也反對宗教改革，這與莫爾的觀點相同，莫爾在民衆中的名望以及辦事能力深得亨利八世欣賞。1518年，莫爾被任命爲王室法庭庭長、樞密顧問官。1521年被任命爲財務大臣，1523年莫爾被選爲下議院議長。沃爾西失寵之後，1529年他取代了沃爾西的首席大法官位置，成爲了僅次於國王的第一號要人。然而，隨著亨利八世爲了達到與凱瑟琳離婚而不惜與羅馬教廷決裂，並建立了與之分庭抗禮的英國聖公會，這與莫爾的價值理念發生了衝突，爲此他不得不辭去了官職。1533年11月英國國會通過最高權法案（Act of Supremacy），確定國王為英國國教教首。此外，國會還規定：亨利的第一次婚姻無效，第二次婚姻合法。同時有起草了一個承認這個原則的誓詞，並分發給包括莫爾在内的倫敦和威斯敏斯特的全體教士們，莫爾拒絕承認誓詞，於是他遭到逮捕，被囚禁在倫敦塔達一年多。1535年7月6日，他和另外少數拒絕承認誓詞的教士遭到處決。

#### 托馬斯·克倫威爾
托馬斯·莫爾失勢之後，作爲主事官的托馬斯·克倫威爾又得到亨利八世的器重，他對亨利八世與凱瑟琳的離婚解除以及英格蘭宗教改革的推行不遺餘力。1534年，克倫威爾力促國會通過一系列改革法案：「上訴限制條例」禁止英國教會法庭上訴到教皇、禁止教會不經英王允許發布規章；「教職任命法案」規定教會必須根據英王指定的候選人推選主教；「至尊法案」宣布英王是英國教會唯一最高權威；「王位繼承法」宣布凱瑟琳的女兒瑪麗乃是私生女，安妮·博林的女兒伊麗莎白則為順位繼承人；「叛國罪法案」規定不承認英王的最高權威即是叛國罪，可判處死刑；並且取消給教宗的獻金（Peter's Pence）。在安妮·博林失寵後，他又竭力鏟除博林家族黨羽，1536年他取代了湯瑪斯·博林（安·博林的父親）成爲掌璽大臣。然而在他登上權力頂峰過程中，四處樹敵，包括曾經是他的盟友博林家族和亨利八世的寵臣諾福克公爵，但是因爲安排亨利第四次婚姻（與安妮·克萊沃）的失敗，亨利八世對他失去了信任。後來亨利八世聽信了諾福克公爵關於克倫威爾是宗教異端的讒言，在諾福克公爵的策劃下，克倫威爾被解職，並被關進倫敦塔。1540年7月28日克倫威爾以叛國罪在倫敦塔被處死。

### 亨利八世的個人生活
亨利八世迎娶了兄嫂凱瑟琳之後，長女夭折，次子亨利康沃爾公爵（Henry, Duke of Cornwall）出生52日後夭亡，產下多名死胎後，終於在1516年產下瑪麗公主。由於一直沒有男係後代，無法滿足亨利八世有後繼位的期望，亨利八世開始感受到王位繼承危機。除了擔心繼承人問題之外，他也厭倦了比他大六歲的妻子。
亨利八世繼位後直到去世，在他一生中戲劇般地前後迎娶了六位妻子。她們分別是凱瑟琳、安妮·博林、珍妮·西摩、安妮·克萊沃、凯瑟琳·霍华德和凱瑟琳·帕爾。在這六位妻子當中，亨利八世除了與凱瑟琳生了瑪麗公主以外，與第二任妻子安·博林生了伊麗莎白公主，與第三任妻子珍妮·西摩生了愛德華王子。這三個子女分別在不同時期，繼承了都鐸王朝的王位。
六個女人的最終結局各有不同。兄嫂凱瑟琳最終被英格蘭聖公會教會宣佈她與亨利八世的婚姻無效，被打入冷宮之後鬱鬱而終；第二任妻子安妮·博林和第五任妻子凯瑟琳·霍华德以通奸罪被斬首；第三任妻子珍妮·西摩生下王子愛德華六世之後死於產褥熱；第四任妻子安妮·克萊沃最後與亨利八世離婚；最後一任妻子凱瑟琳·帕爾陪伴亨利八世至終。
- 亨利八世官邸漢普敦宮

## 愛德華六世時代（1547-1553）

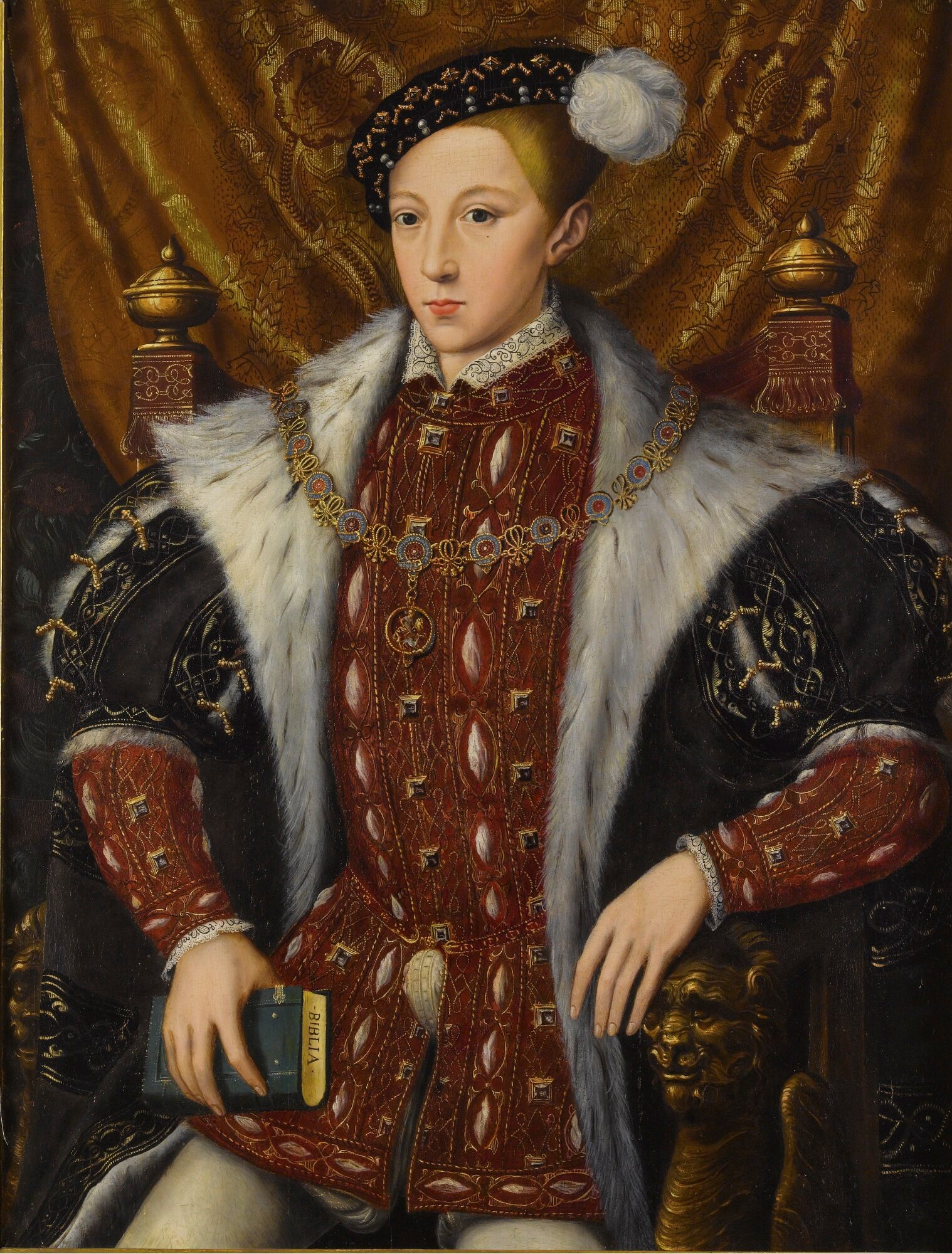
愛德華六世

亨利八世於1547年1月28日去世，年僅九歲的愛德華六世繼承王位。因爲年幼的國王無法理政，貴族們都試圖通過掌握攝政權來鞏固自己在王國的地位。

### 薩默塞特公爵攝政期
雖然亨利八世在位期間曾經指定了一些人擔任攝政王。但愛德華六世的舅舅愛德華·西摩在亨利八世死後，很快掌控了權力。并於1547年2月15日自封為”薩默塞特公爵“，在此過程中他沒有受到來自王室的挑戰。愛德華·西摩意圖通過年幼的愛荷華六世于年輕的蘇格蘭女王瑪麗的聯姻來統一英格蘭和蘇格蘭，並將英國宗教改革强加給蘇格蘭教會。爲此，他與蘇格蘭攝政王詹姆斯·漢密爾頓於1547年9月10日展開了一場平基戰役，這也被看作是“粗暴求婚戰爭”的延續。英格蘭贏得了這場戰役。之後，蘇格蘭的瑪麗公主被秘密帶到法國，與未來的法國國王弗朗索瓦二世訂婚，儘管薩默塞特公爵沒能達到目的，但是平基戰役的勝利增强了他在英格蘭王國的地位。

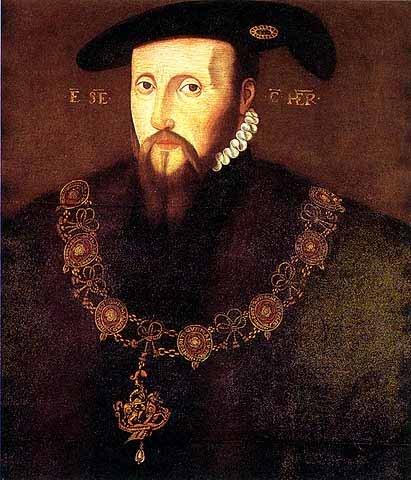
薩默塞特公爵

1549年，王室下令出版《公禱書》，其内容包括日常和周日教堂禮拜的敬拜形式。對這本有爭議的新書，不論是新教教派或是舊天主教派都不受歡迎。尤其是在德文郡和康瓦爾郡，那裏的天主教徒占了大多數。当时在康瓦爾郡，很多人只會說康瓦爾語，對英文聖經和教堂禮拜并没有被很多人理解。爲此由於《祈禱書》導致了當地的騷亂，在康瓦爾郡那些生性好鬥的人們包圍了市政官。這種現象令攝政王薩默塞特感到擔憂，他派軍隊去那裏解決問題。騷亂增加了王室對天主教的敵意，愛德華六世的同父異母的姐姐瑪麗一世，因爲是一個虔誠的天主教徒，而受到了這種敵視的壓力。儘管樞密院多次呼籲她放棄其信仰，停止聆聽天主教的彌撒，但遭到她的拒絕。愛德華六世的另外一個同父異母的姐姐、新教徒的伊麗莎白，與愛德華六世關係良好，爲人也很溫和。但當伊麗莎白被指控與攝政王薩默塞的兄弟托馬斯·西摩有染時，則引發了與剛剛改嫁給托馬斯·西摩，也就是亨利八世最後一任妻子凱瑟琳·帕爾的關係緊張。儘管後來伊麗莎白的僕人凱瑟琳·阿什利、托馬斯·帕里强迫她認罪，但最後還是證明她是清白的，而托馬斯·西摩後來涉嫌勾結海盜，於1549年3月20日以謀反罪被斬首。

### 諾森伯蘭公爵攝政期

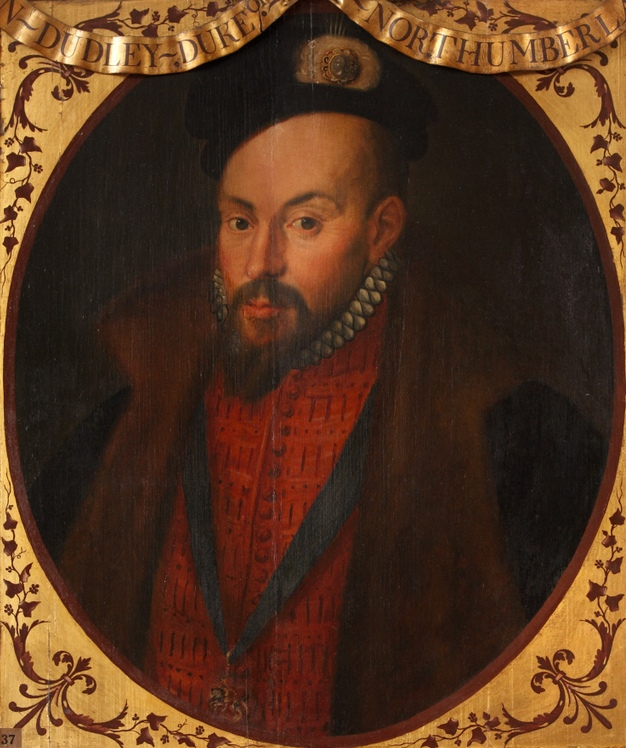
諾森伯蘭公爵

隨著托馬斯·西摩的被處決，薩默塞特公爵的勢力也隨之被削弱。之後，愛德華六世被强行移送到溫莎堡，這實際上是將他作爲人質上演了的一場宮廷權鬥。在這場權力鬥爭中，他的主要對手約翰·達德利主導議會剝奪了薩默塞特公爵的權力。由此攝政王的控制權由薩默塞特公爵轉到諾森伯蘭公爵手中。掌控攝政權後的諾森伯蘭公爵雄心勃勃，寄望推進新教的整合，與此同時盡量讓自己掌控更多的土地和金錢。他下令取消教堂所有的天主教象徵，從而形成了今天英格蘭教會所體現的簡單明瞭的教會象徵，1552年《公禱書》的修訂版發行。
1553年愛德華六世病倒，他的輔佐大臣們擔心天主教徒瑪麗公主可能會接管政權，並推翻愛德華六世在位期間所做出的所有宗教改革。由於愛德華六世從小就受到新教的熏陶，病入膏肓的愛德華六世也非常憂心在他死後英格蘭將重新回歸天主教，爲此他寫了一份新遺囑，以推翻1544年亨利八世所寫的遺囑。因爲亨利八世在遺囑當中，寫明了恢復瑪麗和伊麗莎白的王位繼承權。一旦愛德華六世駕崩，天主教徒的長女瑪麗就會順理成章地繼承他的王位。而愛德華六世的這個新遺囑則使他的堂姐簡·格蕾公主繼承他的王位。她是亨利八世的妹妹瑪麗·都鐸的孫女。1553年7月6日愛德華六世去世，他的離世標志著都鐸王朝不再有男係後嗣繼承王位。

## 九日女王
愛德華六世死後，諾森伯蘭公爵按照愛德華六世修改過的遺囑，試圖阻止瑪麗公主登基，並企圖逮捕瑪麗公主以及將簡·格雷推上王位，但是遭到挫敗。諾森伯蘭公爵於1553年8月22日被掌控權力的瑪麗一世處死，而簡·格雷在1553年11月以叛國罪被定罪，1554年2月被處決，在位期間僅為9天。簡·格雷在英國歷史上是否算得上一個君王，史學界對此存在著爭議。

## 瑪麗一世時代（1553-1558）

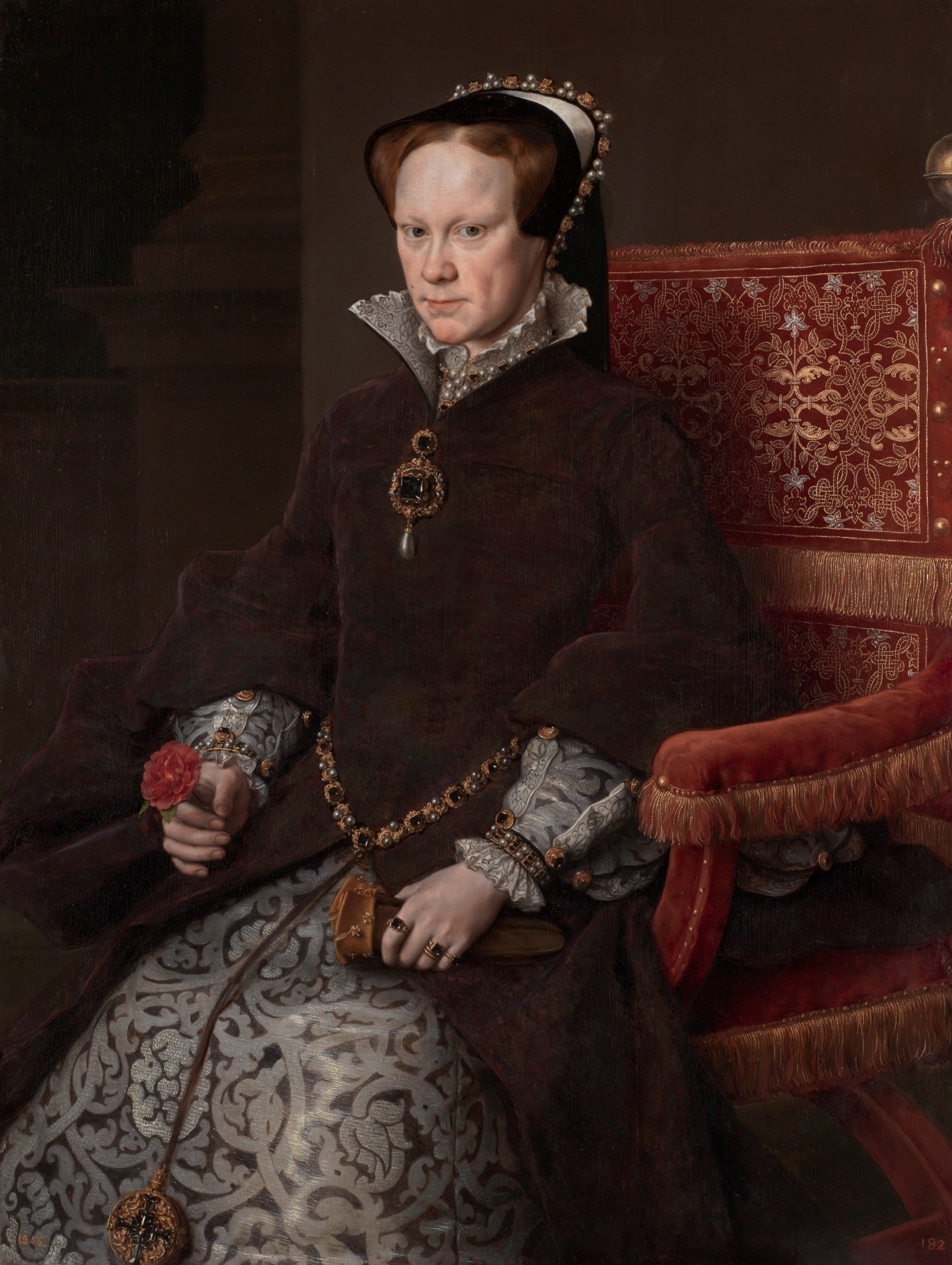
瑪麗一世

1553年8月亨利八世的長女瑪麗進入倫敦，并於同年11月舉行了加冕儀式，宣佈瑪麗一世爲英格蘭的新國王。接著她很快公佈她要與西班牙王子腓力結婚，腓力王子是她母親（凱瑟琳）的侄子查理五世的兒子。1554年7月25日在溫徹斯特大教堂舉行了婚禮。婚後腓力發現瑪麗對他而言缺乏吸引力，他和瑪麗在一起生活時間很短暫。雖然瑪麗在位五年期間多次懷孕，但是從未生育。瑪麗因爲很少與丈夫生活在一起，她擔心沒有後嗣傳承英格蘭王位而感到沮喪。

### 血腥手腕
在英格蘭，她與西班牙的聯姻并不受歡迎，人們擔心英格蘭會成爲西班牙的附屬國，并且在沒有人民支持的情況下，將英格蘭捲入戰爭。民衆中醖釀著不滿情緒，新教信徒小托馬斯·懷亞特（詩人托馬斯·懷亞特的兒子），爲此試圖發起一場旨在廢除瑪麗一世女王，以她的同父異母的妹妹伊麗莎白取代其王位的叛亂。然而該計劃敗露，懷亞特的支持者們被追殺，懷亞特本人也遭到監禁并被酷刑折磨。瑪麗希望通過刑訊逼供，逼他説出伊麗莎白也參與其中，這樣就可以給伊麗莎白定罪處刑。但是懷亞特始終沒有把伊麗莎白牽扯進來，最後他被處決。伊麗莎白也爲此一度被監禁在包括倫敦塔在内的多處監獄。
她在位期間，決心恢復天主教在英國的地位，以此保護她的王位不受威脅。從1555年至1558年的三年期間，她以異端爲由將300多新教徒處以火刑。瑪麗的殘暴導致了衆多新教徒對她的憎恨，稱她為“血腥瑪麗”。查爾斯·狄更斯曾說：“作爲血腥瑪麗女王，她已家喻戶曉，作爲血腥瑪麗女王，她永遠被打上恐怖和憎惡的烙印”

### 對瑪麗一世的評價

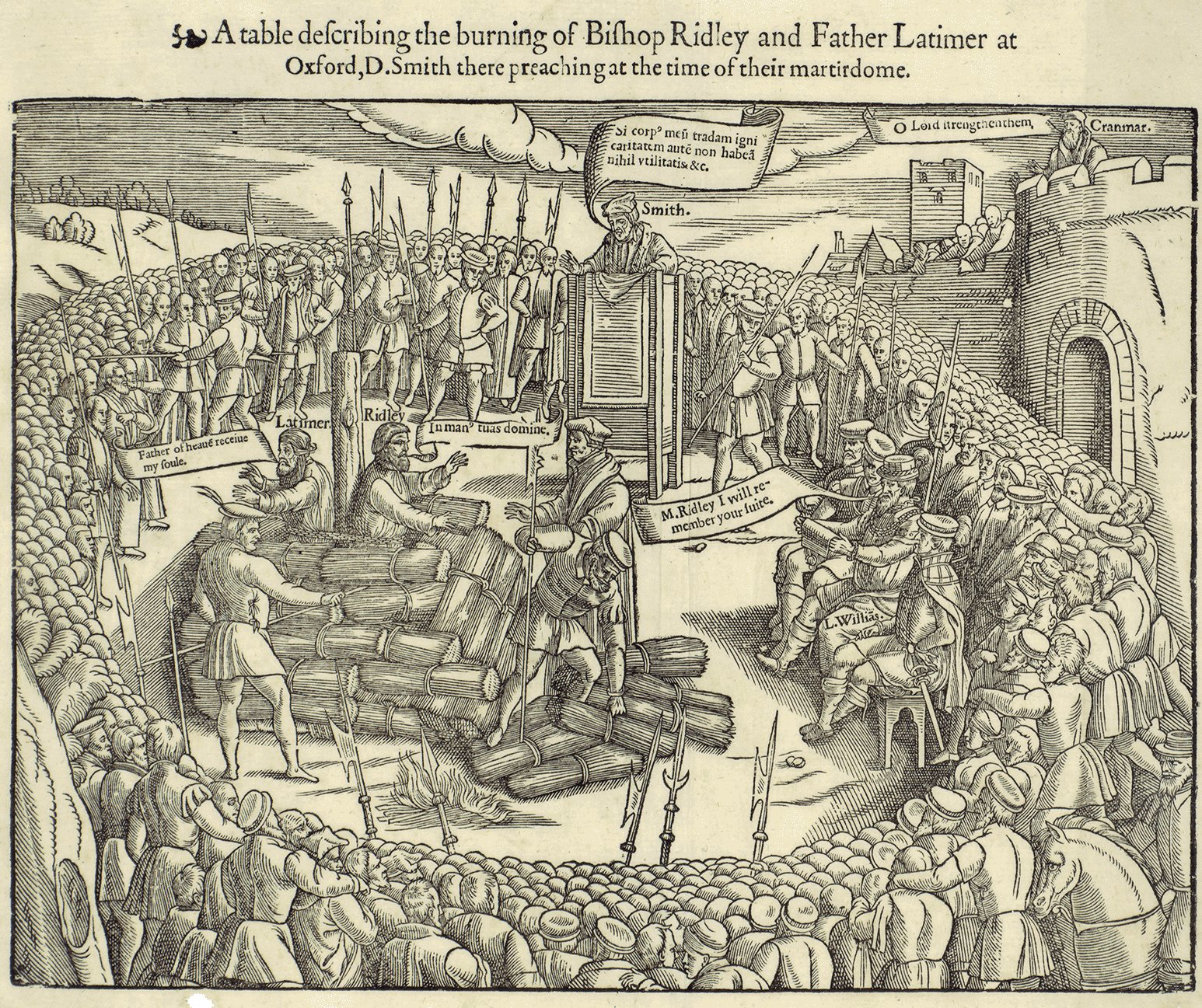
新教領袖休·拉蒂默和尼古拉斯·雷德利被火刑處死

1558年1月7日，瑪麗一世將在法國最後的一塊飛地加萊割讓給了法國的佛朗索瓦公爵，她期望與哈布斯堡王朝的聯姻而重歸天主教的夢想破滅了，她在英格蘭人民的心目中聲望進一步下降。
盡管如此，瑪麗統治期間值得稱道的是，這個期間英格蘭引進了一個新的鑄幣系統，這個系統一直沿用到18世紀，她與腓力二世的聯姻也為英格蘭開闢了新的貿易路綫。瑪麗的政府采取了一系列措施扭轉王國的通貨膨脹、消減預算赤字、消除貧困以及改善貿易危機等諸多問題。她還探索了俄國、非洲以及波羅的海的商業潛力，修改了海關制度，努力解決前任遺留下來的貨幣貶值的難題，整合了稅務部門，加强了大中城市的管理權力。在瑪麗一世統治期間，英格蘭迎來了第一位俄國大使，歷史上首次建立了英俄外交關係。
人們假設如果她活得再長一點，她所致力於恢復天主教的努力可能會有所收穫。但是，實際上在這個宗教轉化的過程中，她對新教徒的殘酷鎮壓反而促使了新教在英格蘭的反彈和發展。
瑪麗一世於1558年11月17日去世，終年42歲。

## 伊麗莎白一世時代（1558-1603）

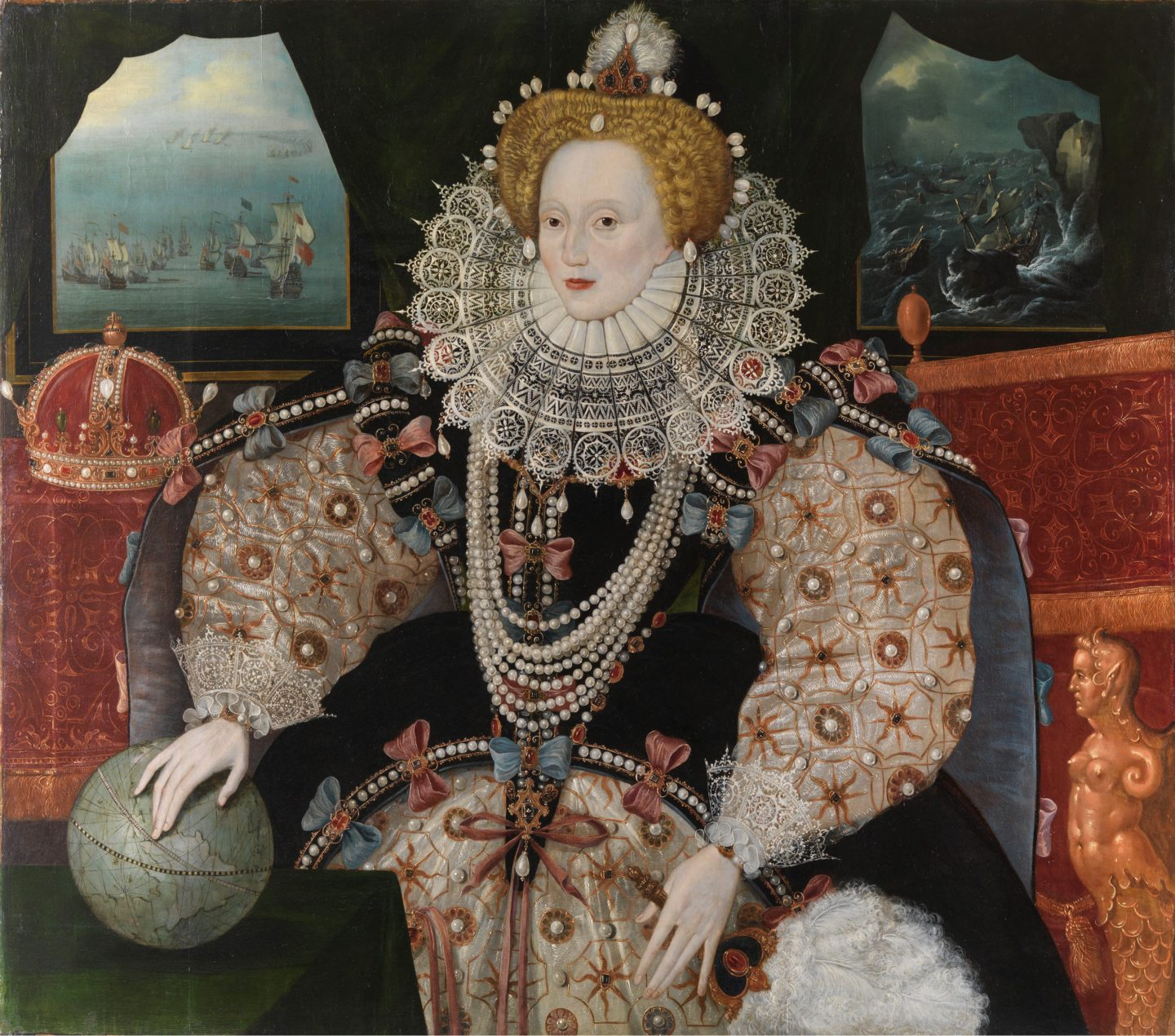
伊麗莎白一世

瑪麗一世去世時，伊麗莎白住在哈特菲爾德莊園，按照亨利八世的遺囑，她立即繼承了英格蘭王位。在民衆的歡呼聲中她騎馬前往倫敦。
當伊麗莎白一世登基時，那些瑪麗一世在任時擔任議會議員深感憂慮，因爲他們當中的許多人參與了針對伊麗莎白的陰謀，例如她被關押在倫敦塔，試圖逼迫她遠嫁國外或者將她置於死地。
針對這個問題，她挑選了新教徒威廉·塞西爾男爵作爲她的首席大臣，他是前兩位攝政王薩默塞特公爵和諾森伯蘭公爵的前護國大臣。作爲新教徒的前大臣，在瑪麗統治期間，他比較幸運，并沒有因爲他的信仰而遇到麻煩。他以審查伊麗莎白的賬目支出爲由，經常拜訪伊麗莎白，與伊麗莎白建立了信任關係。除此之外，伊麗莎白還起用了另外幾個寵臣，其中有罗伯特·达德利作爲她的御馬調教師，他可以經常接觸伊麗莎白一世。

### 坎坷的早年
伊麗莎白天資聰穎，幼小時候受過良好的教育。精通拉丁語、法語、意大利語和希臘語，文學方面才華橫溢，此外，無論是唱歌還是彈奏魯特琴，都展示出了她的音樂天賦。她登基時年僅二十五歲，但是通往王座之路卻是如履薄冰、經歷坎坷。在她不到三歲的那年，她的母親安·博林被她親生父親亨利八世處決。隨後亨利八世宣佈她為私生子，因此她無法繼承王位。在她十四歲那年，他的父親亨利八世去世，她由亨利八世的遺孀凱瑟琳·帕爾和她剛剛改嫁的丈夫托馬斯·西摩撫養，在此期間，傳出了她和托馬斯·西摩的緋聞。但是，在對她審訊過程中，她的誠實、大膽的回答，使所有對她的指控都被撤銷。在她二十一歲那年，因爲牽連到小托馬斯·懷亞特策劃對瑪麗一世的叛亂，因而被瑪麗一世關進在倫敦塔。只是由於無法找到她參與叛亂的證據，瑪麗一世只好將她釋放，並把她驅逐到遠離權力中心的鄉下，直到瑪麗一世去世。

### 强化新教勢力
因爲伊麗莎白是新教教徒，她登基之後，首先是恢復和强化被她的姐姐瑪麗一世打壓的新教教會。1559年1月加冕之後，英國議會通過了兩項重要法案：《禮拜統一法》（也稱爲單一法）和《國王至上法》，確定伊麗莎白一世為英國教會的最高領袖（這個頭銜曾經由於她的父親和她的弟弟頭上）。這些舉措統稱爲伊麗莎白時代的宗教場所，强制所有人每星期天要參加教堂禮拜，并向神職人員和政治家宣誓承認從天主教獨立出來的英格蘭教會以及伊麗莎白至高無上的權威。伊麗莎白明確表示，如果有人第一次拒絕宣誓，那麽還給第二次機會，如果之後還拒不宣誓，那麽違反者將會被剝奪其職位和財產。

### 應對權力挑戰
伊麗莎白一世堅信自己是上帝天選。她絕不允許任何人挑戰她的權威，儘管很多人認爲她很虛弱而且試圖勸她早日成婚。伊麗莎白有極高的人氣，但是無論是在樞密院、議會還是平民百姓，都認爲女王應該找一個丈夫，人們普遍認爲一旦女王成婚，她的丈夫就會減輕她的壓力。此外，如果她沒有後嗣，那麽都鐸王朝就會終結，英格蘭内部的各自敵對勢力之間就有可能發生内戰。而此時幾乎所有的歐洲國家求婚者都派出大使跑到英國法院提出相互之間的訴訟。1562年，伊麗莎白染上了天花，這場大病幾乎奪走她的性命。在病重期間，她任命羅伯特·達德利作爲她死後的護國公。伊麗莎白康復之後，她任命達德利為樞密院議員，並封他為萊斯特伯爵 ，希望他能和蘇格蘭女王瑪麗一世結婚。但是瑪麗拒絕了這樁婚姻，轉而與亨利七世的後裔亨利·斯圖亞特勛爵結婚，這加强了她試圖問鼎英格蘭王位的欲望。儘管也有不少天主教徒忠於伊麗莎白，但是也有人認爲，由於伊麗莎白曾經被他父親宣佈為私生子，因此作爲她的遠房侄女——蘇格蘭女王瑪麗一世成爲伊麗莎白王位的潛在威脅者。

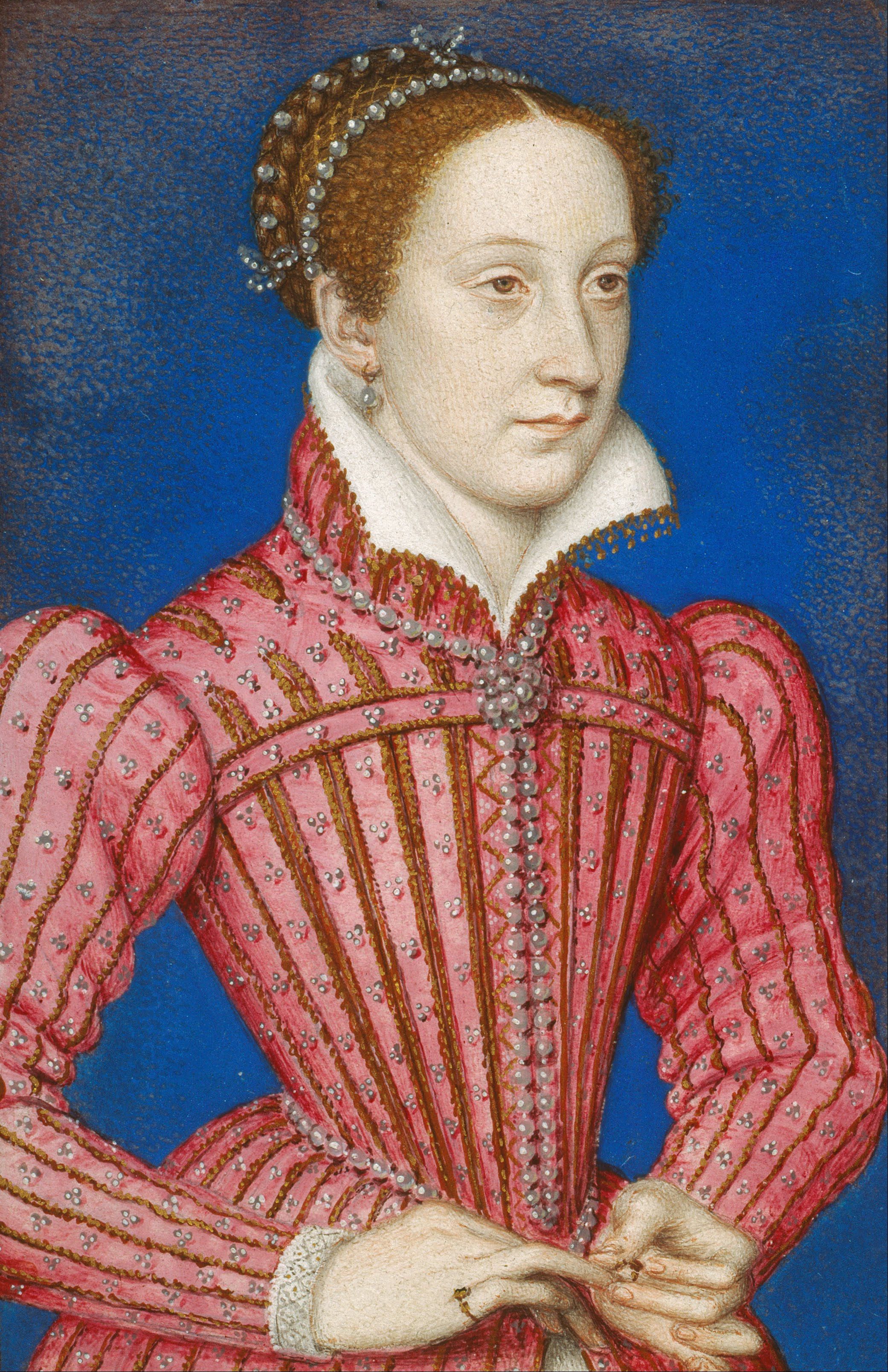
被處決的蘇格蘭女王瑪麗一世

在伊麗莎白統治時期，她的地位遭受了多次挑戰。1569年由查爾斯·内維爾和托馬斯·帕西領導的一群伯爵試圖廢黜伊麗莎白，由蘇格蘭女王瑪麗一世取而代之。政變失敗之後，查爾斯·内維爾逃離英國，托馬斯·帕西於1572年被處死。除了英國内部，羅馬教廷也對她的權威發出挑戰。1570年，教皇庇護五世對她發佈了逐出令，稱伊麗莎白是篡位者和異端，號召她的臣民不要再繼續效忠她。1571年，作爲新教徒皈依為天主教徒的第四代諾福克公爵托馬斯·霍華德曾打算與蘇格蘭女王瑪麗一世結婚，然後以瑪麗一世取代伊麗莎白。謀劃敗露之後，托馬斯·霍華德於1572年被處死。1601年，羅伯特·德弗羅伯爵，試圖提升倫敦市政的地位以抗衡伊麗莎白政府。但是倫敦市政官員不願意追隨羅伯特·德弗羅伯爵，最後他和他的同夥大部分被伊麗莎白處死。而作爲支持伊麗莎白的議會，也給她施加壓力，多次正式要求她處決蘇格蘭女王瑪麗一世，以絕後患。但是否要處決蘇格蘭女王，伊麗莎白剛開始猶豫不決。最後她終於被説服，於1586年以叛國罪簽署了對瑪麗的死刑令。1587年2月8日瑪麗一世在弗瑟林赫城堡被處決，瑪麗一世的被處決激怒了歐洲的天主教國家。
儘管伊麗莎白的統治時期，她對英格蘭的掌控充滿著不確定性，但她從未結婚。她距離婚姻大門最近的是1579年至1581年，當時她受到法國的亨利二世的兒子安茹公爵的青睞。儘管早些時候，她屬下的大臣不斷勸説她儘早結婚，但是此時卻在勸説她不要嫁給法國王子，因爲他的母親凯瑟琳·德·美第奇涉嫌在1572年的聖巴托羅繆節大屠殺中，下令殺害數萬名法國的胡格諾派新教徒。伊麗莎白選擇了屈從衆人反對婚姻的情緒，她也從她姐姐瑪麗一世嫁給西班牙腓力王子所犯下的錯誤中汲取了教訓，並將安茹公爵送走。到了1581年，伊麗莎白很清楚，48歲的她已經超過了生育年齡，都鐸王朝不可能再延續了。

### 對外關係與海外貿易
圍繞著新教與天主教之爭，伊麗莎白時期的英格蘭在歐洲各國之間開展了攻防戰。與此同時，隨著大航海時代拉開序幕，英國開始向歐洲以外的地區擴張發展。

#### 支援荷蘭的新教勢力
1585年荷蘭的新教教徒發生了反抗西班牙的腓力二世暴動，英格蘭隨即派出了軍隊予以支援。在此之前的1584年，當時作爲反抗西班牙統治的領袖奧蘭治親王和他的盟友法國安茹公爵的去世，削弱了荷蘭的反抗勢力，一些城市向西班牙總督帕爾馬公爵投降。同年12月，腓力二世與法國天主教結成聯盟，削弱了安如的兄弟亨利三世對抗西班牙統治荷蘭的能力。這個天主教聯盟將法國與西班牙的海岸綫連在一起，威脅到了英國。1585年夏天，帕爾馬公爵圍攻安特衛普，迫使英格蘭和荷蘭做出反應。1585年8月英格蘭與荷蘭在位於倫敦的楠萨奇宫簽訂了《楠萨奇条约》，英格蘭承諾對荷蘭提供軍事援助。該條約標志著英西戰爭的開始，直到1604年雙方締結倫敦條約結束。

#### 成為新興海上強權

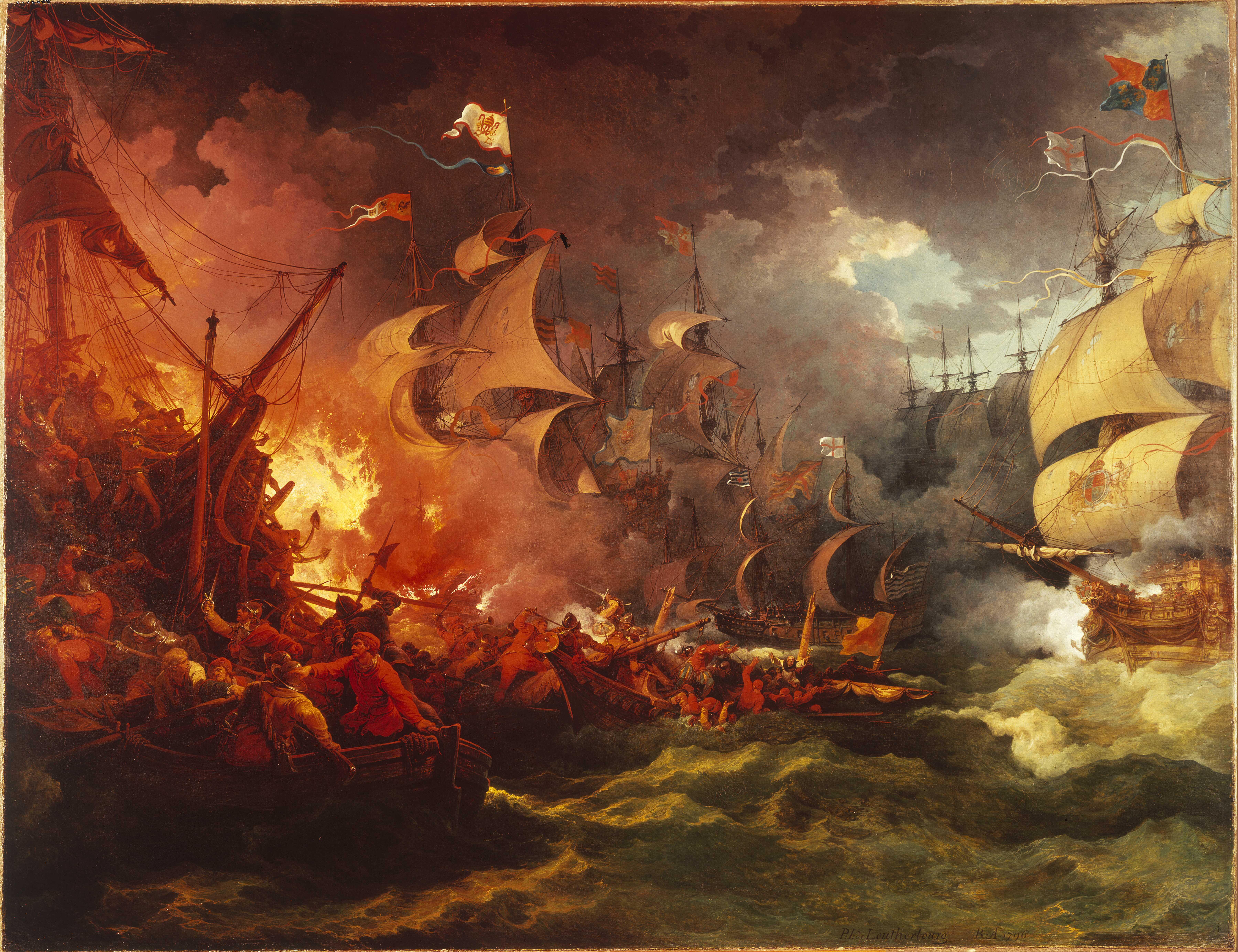
格瑞福蘭海戰

由於1587年伊麗莎白處決了蘇格蘭女王瑪麗一世，引發了歐洲天主教國家對都鐸王朝的憤怒，西班牙藉此於1588年7月以當時强大的西班牙無敵艦隊向英格蘭發起了進攻，爆發了歷史上著名的格瑞福蘭海戰。這支艦隊是曾經追求過伊麗莎白的腓力二世所創建，由古兹曼·埃尔布埃诺公爵指揮。英格蘭艦隊倚靠著龐大的艦船數量壓制船隻數較少的西班牙無敵艦隊，再加上英吉利海峽遇到的惡劣天氣以及艦隊指揮失誤和後勤補給的問題，海戰的結果，西班牙無敵艦隊被查尔斯·霍华德男爵指揮的英格蘭艦隊擊敗，格瑞福蘭海戰的獲勝在英國歷史上，可以說是一個歷史性的里程碑，它標志著英國開始成為海上強國，為未來成爲海洋大國打開了通路。

#### 與法國的戰爭
伊麗莎白時期，英格蘭對法國發動了兩次戰爭，但都無果而終。
第一次戰事是1562年10月至1563年6月對勒阿弗爾的占領，當時伊麗莎白的盟友胡格諾教派奪回被天主教派控制的港口，伊麗莎白的意圖是占領勒阿弗爾之後，用來交換1558年被她姐姐割讓給法國的加萊海外飛地，但是以失敗告終。
第二次是1589年作爲新教徒的亨利四世繼承法國王位，伊麗莎白向他提供了軍事支持。天主教聯盟和腓力二世强烈反對亨利四世繼承王位，而伊麗莎白則擔心西班牙接管英吉利海峽港口。然而隨後在法國進行軍事行動的英格蘭軍隊卻組織混亂、效率低下。威洛比勛爵指揮的軍隊在1589年12月撤退時損失了半數以上。1591年約翰·諾雷斯率領的3000人在布列塔尼半島舉行的戰役更是一場災難。對於這次法國的遠征，伊麗莎白不願意繼續投入增援和補給。諾雷斯前往倫敦請求提供更多支援，在他離開法國之際，天主教聯盟軍隊幾乎殲滅了英格蘭在法國殘餘軍隊。7月，伊麗莎白派出了由羅伯特·德弗羅伯爵率領的另一隻軍隊赴法國，以協助亨利四世攻打鲁昂，結果同樣慘淡，最後於1592年1月撤回英格蘭。亨利四世在4月放棄了攻打鲁昂。如同往常一樣，這些貴族將領一旦在國外，伊麗莎白就失去他們的控制，她後來在寫給羅伯特·德弗羅信中説到：他在哪裏？他在做什麽？或者他要做什麽？我們這裏一無所知

#### 對愛爾蘭的政策
儘管愛爾蘭是她轄下的兩個王國之一，但是這是一個對她懷有敵意的王國，由於愛爾蘭大多數人都是天主教徒，愛爾蘭人往往也與天主教國家一起對她的權威發出挑戰。她在愛爾蘭實施的政策是給她的朝臣授予土地，以防止當地天主教給西班牙提供攻擊英格蘭的基地。對愛爾蘭當地暴動，皇家軍隊往往采取的是焦土政策、屠殺當地的男女老幼。1582年在鎮壓傑拉爾德·菲茨傑拉德公爵領導的芒斯特省暴動時，估計有3萬多愛爾蘭人死於饑荒。詩人埃德蒙·斯宾塞寫道：受害者被帶到如此悲慘的境地，任何一顆鐵石心腸的人都會爲此感到悲傷。對英格蘭軍隊在愛爾蘭的暴行，她和她的將軍們沒有任何懺悔之意
1594年到1603年期間，在西班牙的支持下，愛爾蘭爆發了休·奥尼爾伯爵領導的起義，1599年伊麗莎白派羅伯特·德弗羅公爵領兵鎮壓叛亂，但沒有取得任何進展，於是他被查爾斯·布朗勛爵替換，這場戰爭前後花了三年時間，直到伊麗莎白去世之後幾天，叛軍才投降，不久之後英格蘭與西班牙簽署和約。

#### 與穆斯林國家的關係
在伊麗莎白統治時期，英格蘭與巴巴里海岸國家（今北非沿岸）建立了貿易關係，爲了對抗西班牙，英格蘭不顧教皇禁令，出售盔甲、彈藥、木材和金屬以換取摩洛哥的蔗糖。1600年，摩洛哥國王艾哈邁德·曼苏爾派出了首席秘書阿卜杜勒·瓦希德·本·梅萨乌德作爲駐伊麗莎白宮廷大使到訪英格蘭，與英格蘭達成反西班牙的聯盟。
1578年隨著黎凡特公司特許經營的展開以及派遣第一位駐鄂圖曼帝國的英格蘭大使威廉·哈伯恩，英格蘭與鄂圖曼帝國建立了外交關係。1580年雙方第一次簽署了商業條約，雙方派出了許多使節，伊麗莎白與蘇丹穆拉德三世之間也有書信往來。在穆拉德寫給伊麗莎白的其中一封信中談到：伊斯蘭教與基督新教比“羅馬天主教有更多的共同點，因爲兩者都拒絕崇拜偶像”，並主張鄂圖曼帝國與英格蘭王國結盟。令歐洲天主教國家頭痛的是，英格蘭向鄂圖曼帝國出口用於鑄造大炮的錫和鉛的原料，而1585年與西班牙爆發戰爭期間，伊麗莎白認真討論了與鄂圖曼帝國結盟的可能性，當時的伊麗莎白首席秘書弗朗西斯·沃爾辛厄姆正在游説鄂圖曼帝國直接參與對抗西班牙的軍事行動。

#### 開拓北美殖民地

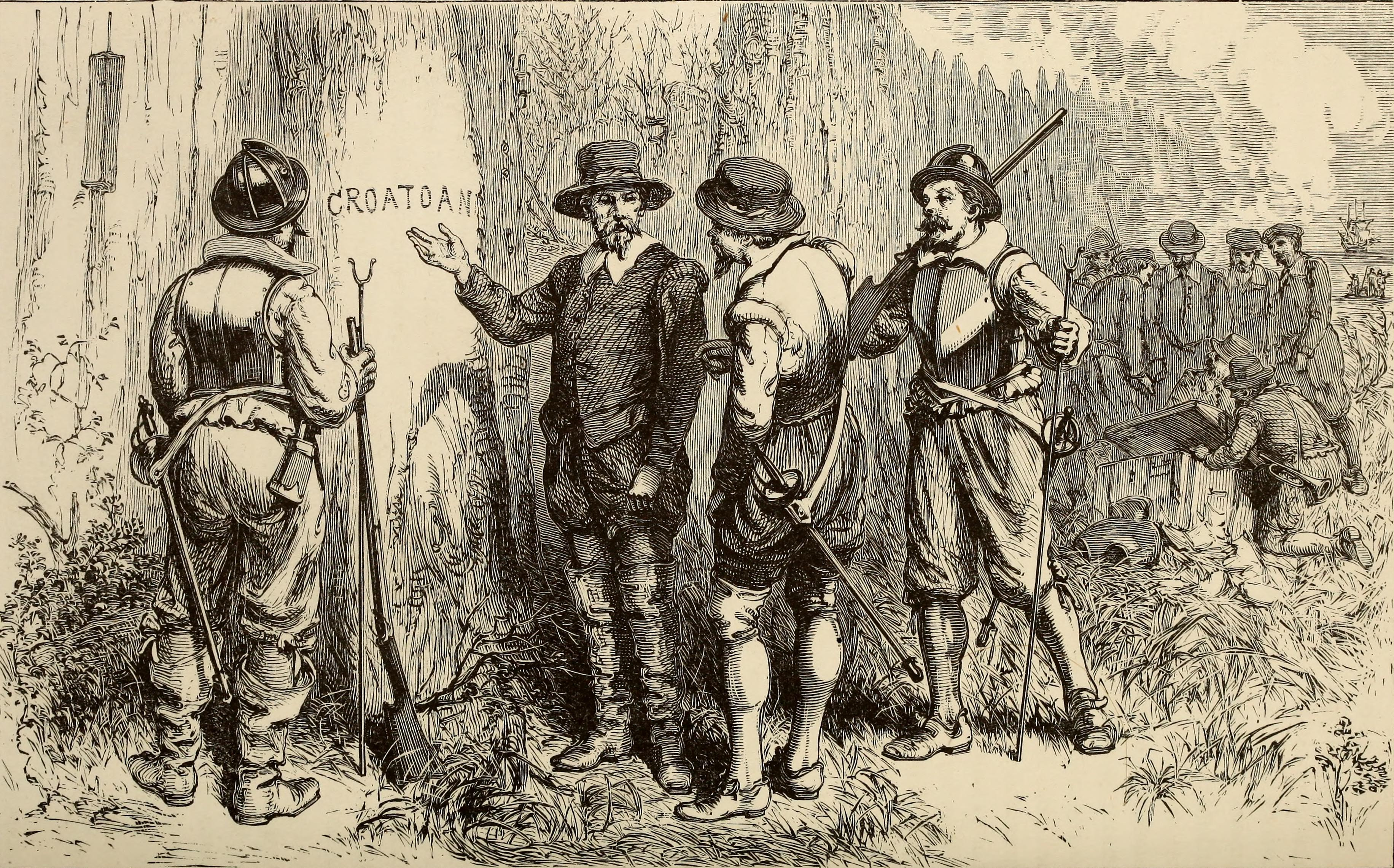
沃爾特·雷利爵士踏上北美的卡羅萊納州

1583年，漢弗莱·吉爾伯特爵士從英格蘭出發，跨越大西洋航海駛向北美大陸，在紐芬蘭建立了第一個北美海外殖民地。吉爾波特的親戚沃爾特·雷利爵士第一次踏上北美的弗吉尼亞土地，由於伊麗莎白被稱爲“童貞女王”，因此這塊土地就被他命名爲：弗吉尼亞（英文“Virginia”處女）。實際上，當時他踏上的這片土地比現在的弗吉尼亞州大得多，從新英格蘭一直延申到卡羅萊納州。1585年沃爾特·雷利帶著小組人員回到了弗吉尼亞時，實際上是在現在的北卡羅萊納州附近的羅阿諾克島登陸的。第一個殖民地受挫之後，雷利招募了另外一個小組，并讓約翰·懷特（殖民探險家）負責，當雷利返回時，羅阿諾克島的殖民地已經無形無蹤了，但它和紐芬蘭一起都是英格蘭在北美開闢的第一個殖民地。

#### 東印度公司
在都鐸王朝的末期，東印度公司最早與亞洲地區（中國，印度）建立了貿易關係，爲此1600年12月31日東印度公司獲得了伊麗莎白女王頒發的貿易特許權。在長達15年的時間裏，東印度公司被授予好望角以東、麥哲倫海峽以西的所有國家的英國貿易壟斷權。詹姆斯·蘭開斯特作爲東印度公司的冒險家，於1601年對印度洋進行了第一次的探險。東印度公司在後來的18、19世紀期間，爲英國在遠東建立了英屬印度和英屬馬來亞等殖民地，並通過鴉片貿易以及鴉片戰爭打開了中國的大門，成爲了英國開拓海外殖民地和掌控國際貿易的重要工具。

### 文化藝術的繁榮時期

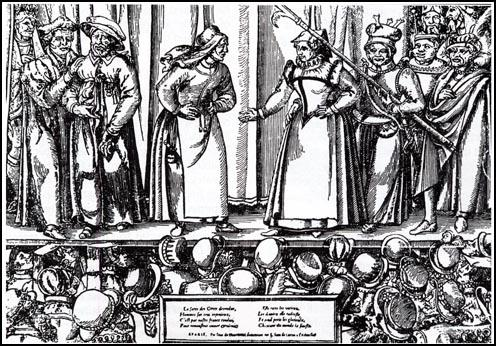
伊麗莎白時代的劇場

伊麗莎白的時代正處於歐洲的文藝復興時期，幾乎與伊麗莎白同時代的代表人物有：劇作家、詩人莎士比亞、約翰·利利、克里斯托弗·馬洛、本·瓊生、喬治·查普曼、音樂家威廉·伯德、托馬斯·塔利斯、約翰·道蘭德等，儘管伊麗莎白從來沒有以皇家財政贊助過這些人。在這些人當中，莎士比亞的歷史地位舉足輕重，他在英國文學史乃至世界文學史留下了無可磨滅的深遠影響。流傳下來的莎士比亞作品有38部戲劇、154首十四行詩、兩首長敘事詩和其他詩歌。在他的作品中，尤其是戲劇表演次數遠遠超過其他戲劇作品。

### 王朝末期
1588年格瑞福蘭海戰之後，與西班牙的長年戰爭和愛爾蘭的長年動亂將英格蘭拖入了泥潭，這增加了英格蘭的財政負擔，這期間又發生了農業歉收，造成了物價上漲、衝擊了平民生活，這個窘境一直持續到她的統治結束。而在此期間，她對天主教的打壓愈演愈烈，1591年伊麗莎白授權委員會對天主教徒進行監視和審判。她統治的最後幾年期間，她在人們中的聲望越來越低。在最後的幾年，面對吃緊的戰爭財政支出，伊麗莎白開始依靠授予壟斷特權來獲得財政資助，而不是要求國會增加財政補貼。這種做法很快使獲得壟斷特權的朝臣們用操控市場價格的方法從社會大衆身上聚斂財富，引得世人怨聲載道。這種不滿情緒反應到下議院，在1601年的議會會議期間達到了頂點。爲此伊麗莎白於1601年11月30日在白廳宮，向一個由140人組成的代表團發表了著名的“黃金演講”，她承認對壟斷特權遭到濫用一無所知，並做出相應承諾從而緩解了民衆的情緒。

## 詹姆士六世繼位

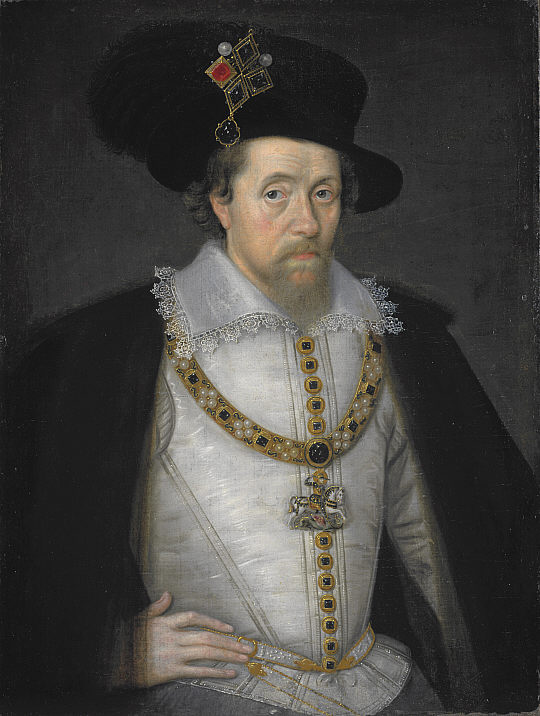
繼承伊麗莎白王位的蘇格蘭國王詹姆士六世

伊麗莎白的國務大臣威廉·塞西爾男爵於1598年8月4日去世，他的職位很快由他的兒子羅伯特·塞西爾伯爵接任。他所要處理一項任務就是為王位的順利繼任鋪平道路。由於伊麗莎白從不會任命她的繼任者，塞西爾伯爵的這項工作不得不暗中進行。伊麗莎白沒有後嗣，王權繼承人只能選擇與她有血緣關係的後代。按亨利八世的遗嘱，应由亨利八世的妹妹一支的继承人继位，即德比伯爵夫人玛格丽特·克利福德、其子第五代伯爵费迪南多·斯坦利；第三代亨廷顿伯爵亨利·黑斯廷斯作为约克王朝的女系后裔，也被视为潜在继位人选。但德比母子分别在1596年和1594年去世，亨廷顿伯爵也在1595年去世，两家各自的权利继承人卡斯尔哈文伯爵夫人安妮·斯坦利和乔治都未被视为继位之选；而亨利八世姐姐一支继承人、當時的蘇格蘭國王、伊麗莎白的表侄外孫詹姆士六世继位的呼声渐长。塞西尔认为只有他能继承王位，爲此與他舉行了多次秘密會談，雖然詹姆士六世以前一直有著强烈的英王王位繼承權的主張，但是從沒有被承認過。這次塞西爾就繼承王位事宜，不厭其煩地指導詹姆士六世要如何贏取女王的歡心。詹姆士六世按照塞西爾伯爵的指點，並經過塞西爾伯爵的穿針引綫，與女王建立了互信關係，為王位的繼承和女王達成了默契，儘管詹姆士六世的母親被伊麗莎白處決。
直到1602年秋，女王的健康情況都一直良好，但是她周邊的朋友相繼離世使她鬱鬱寡歡。1603年2月她的表妹也是密友凱瑟琳·諾里斯的侄女凱瑟琳·凱莉去世，對伊麗莎白更是一個沉重打擊。3月伊麗莎白病倒，并於當月24日凌晨在里士滿宮去世，終年69歲。幾個小時之後，塞西爾伯爵和國會按照原定計劃，宣佈詹姆士六世為英格蘭的新國王詹姆士一世。詹姆士六世的繼位標志著都鐸王朝的結束，斯圖亞特王朝的開始，也是英國歷史上第一次將兩個主要王國（英格蘭王國、蘇格蘭王國）的王權合爲一體，這爲以後聯合王國的最終形成開創了先河。

## 影響歷史走向的幾個要因
都鐸王朝是英國歷史上的一個重要王朝。在整個王朝將近120年期間中所產生的幾個歷史要因影響了英國後來的歷史走向。
第一、亨利七世時期產生的產業革命萌芽為以後的英國成爲工業革命的發源地奠定了基礎；
第二、亨利八世與羅馬教廷的決裂而導致的英格蘭宗教改革，使英國最終成爲了一個新教爲主導的國家，與歐洲傳統的天主教國家相比，新教國家在後來的啓蒙運動和工業化革命中成爲領先世界的力量。
第三、文藝復興運動；16世紀在歐洲興起的文藝復興運動也使英國加快了邁入現代化的脚步；
在第二和第三個因素當中，要特別提出的是15世紀後期古登堡的活字印刷的發明。這個劃時代的發明提高了人們的識字率和閲讀，推動了印刷出版業的發展。它在宗教改革中，使普通信徒能夠直接閲讀《聖經》，結束了教廷及教會對聖經閲讀的壟斷；它也將文藝復興的成果普及到了民間。
第四、由於哥倫布發現新大陸而開啓的大航海時代使英國將目光從歐洲大陸投向了北美新大陸以及世界其他區域，並通過建立海上霸權最後使英國成爲了“日不落帝國”。

## 都鐸王朝家族脈絡
|            |            |            |            |            |            |  |  |          |          |          |          |          |          |  |  |              |              |              |              | 亨利七世（都鐸王朝開始） | 亨利七世（都鐸王朝開始） | 亨利七世（都鐸王朝開始） | 亨利七世（都鐸王朝開始） | 亨利七世（都鐸王朝開始） | 亨利七世（都鐸王朝開始） |            |            | 伊麗莎白王后                                | 伊麗莎白王后  | 伊麗莎白王后  | 伊麗莎白王后  | 伊麗莎白王后      | 伊麗莎白王后      |                   |                   |                   |                   |  |  |           |           |           |           |                 |                 |                 |                 |                 |                 |             |             |             |             |           |           |           |           |           |           |           |           |  |  |  |  |
|            |            |            |            |            |            |  |  |          |          |          |          |          |          |  |  |              |              |              |              | 亨利七世（都鐸王朝開始） | 亨利七世（都鐸王朝開始） | 亨利七世（都鐸王朝開始） | 亨利七世（都鐸王朝開始） | 亨利七世（都鐸王朝開始） | 亨利七世（都鐸王朝開始） |            |            | 伊麗莎白王后                                | 伊麗莎白王后  | 伊麗莎白王后  | 伊麗莎白王后  | 伊麗莎白王后      | 伊麗莎白王后      |                   |                   |                   |                   |  |  |           |           |           |           |                 |                 |                 |                 |                 |                 |             |             |             |             |           |           |           |           |           |           |           |           |  |  |  |  |
|            |            |            |            |            |            |  |  |          |          |          |          |          |          |  |  |              |              |              |              |                          |                          |                          |                          |                          |                          |            |            |                                             |               |               |               |                   |                   |                   |                   |                   |                   |  |  |           |           |           |           |                 |                 |                 |                 |                 |                 |             |             |             |             |           |           |           |           |           |           |           |           |  |  |  |  |
|            |            |            |            |            |            |  |  |          |          |          |          |          |          |  |  |              |              |              |              |                          |                          |                          |                          |                          |                          |            |            |                                             |               |               |               |                   |                   |                   |                   |                   |                   |  |  |           |           |           |           |                 |                 |                 |                 |                 |                 |             |             |             |             |           |           |           |           |           |           |           |           |  |  |  |  |
| 亞瑟·都鐸  | 亞瑟·都鐸  | 亞瑟·都鐸  | 亞瑟·都鐸  | 亞瑟·都鐸  | 亞瑟·都鐸  |  |  | 亨利八世 | 亨利八世 | 亨利八世 | 亨利八世 | 亨利八世 | 亨利八世 |  |  |              |              |              |              |                          |                          |                          |                          |                          |                          |            |            | 瑪格麗特·都鐸                               | 瑪格麗特·都鐸 | 瑪格麗特·都鐸 | 瑪格麗特·都鐸 | 瑪格麗特·都鐸     | 瑪格麗特·都鐸     |                   |                   |                   |                   |  |  | 瑪麗·都鐸 | 瑪麗·都鐸 | 瑪麗·都鐸 | 瑪麗·都鐸 | 瑪麗·都鐸       | 瑪麗·都鐸       |                 |                 | 查理·布蘭頓     | 查理·布蘭頓     | 查理·布蘭頓 | 查理·布蘭頓 | 查理·布蘭頓 | 查理·布蘭頓 |           |           |           |           |           |           |           |           |  |  |  |  |
| 亞瑟·都鐸  | 亞瑟·都鐸  | 亞瑟·都鐸  | 亞瑟·都鐸  | 亞瑟·都鐸  | 亞瑟·都鐸  |  |  | 亨利八世 | 亨利八世 | 亨利八世 | 亨利八世 | 亨利八世 | 亨利八世 |  |  |              |              |              |              |                          |                          |                          |                          |                          |                          |            |            | 瑪格麗特·都鐸                               | 瑪格麗特·都鐸 | 瑪格麗特·都鐸 | 瑪格麗特·都鐸 | 瑪格麗特·都鐸     | 瑪格麗特·都鐸     |                   |                   |                   |                   |  |  | 瑪麗·都鐸 | 瑪麗·都鐸 | 瑪麗·都鐸 | 瑪麗·都鐸 | 瑪麗·都鐸       | 瑪麗·都鐸       |                 |                 | 查理·布蘭頓     | 查理·布蘭頓     | 查理·布蘭頓 | 查理·布蘭頓 | 查理·布蘭頓 | 查理·布蘭頓 |           |           |           |           |           |           |           |           |  |  |  |  |
|            |            |            |            |            |            |  |  |          |          |          |          |          |          |  |  |              |              |              |              |                          |                          |                          |                          |                          |                          |            |            |                                             |               |               |               |                   |                   |                   |                   |                   |                   |  |  |           |           |           |           |                 |                 |                 |                 |                 |                 |             |             |             |             |           |           |           |           |           |           |           |           |  |  |  |  |
|            |            |            |            |            |            |  |  |          |          |          |          |          |          |  |  |              |              |              |              |                          |                          |                          |                          |                          |                          |            |            |                                             |               |               |               |                   |                   |                   |                   |                   |                   |  |  |           |           |           |           |                 |                 |                 |                 |                 |                 |             |             |             |             |           |           |           |           |           |           |           |           |  |  |  |  |
| 愛德華六世 | 愛德華六世 | 愛德華六世 | 愛德華六世 | 愛德華六世 | 愛德華六世 |  |  | 瑪麗一世 | 瑪麗一世 | 瑪麗一世 | 瑪麗一世 | 瑪麗一世 | 瑪麗一世 |  |  | 伊麗莎白一世 | 伊麗莎白一世 | 伊麗莎白一世 | 伊麗莎白一世 | 伊麗莎白一世             | 伊麗莎白一世             |                          |                          | 詹姆斯五世               | 詹姆斯五世               | 詹姆斯五世 | 詹姆斯五世 | 詹姆斯五世                                  | 詹姆斯五世    |               |               | 瑪格麗特·道格拉斯 | 瑪格麗特·道格拉斯 | 瑪格麗特·道格拉斯 | 瑪格麗特·道格拉斯 | 瑪格麗特·道格拉斯 | 瑪格麗特·道格拉斯 |  |  |           |           |           |           | 弗朗西斯·布蘭頓 | 弗朗西斯·布蘭頓 | 弗朗西斯·布蘭頓 | 弗朗西斯·布蘭頓 | 弗朗西斯·布蘭頓 | 弗朗西斯·布蘭頓 |             |             | 亨利·格雷   | 亨利·格雷   | 亨利·格雷 | 亨利·格雷 | 亨利·格雷 | 亨利·格雷 |           |           |           |           |  |  |  |  |
| 愛德華六世 | 愛德華六世 | 愛德華六世 | 愛德華六世 | 愛德華六世 | 愛德華六世 |  |  | 瑪麗一世 | 瑪麗一世 | 瑪麗一世 | 瑪麗一世 | 瑪麗一世 | 瑪麗一世 |  |  | 伊麗莎白一世 | 伊麗莎白一世 | 伊麗莎白一世 | 伊麗莎白一世 | 伊麗莎白一世             | 伊麗莎白一世             |                          |                          | 詹姆斯五世               | 詹姆斯五世               | 詹姆斯五世 | 詹姆斯五世 | 詹姆斯五世                                  | 詹姆斯五世    |               |               | 瑪格麗特·道格拉斯 | 瑪格麗特·道格拉斯 | 瑪格麗特·道格拉斯 | 瑪格麗特·道格拉斯 | 瑪格麗特·道格拉斯 | 瑪格麗特·道格拉斯 |  |  |           |           |           |           | 弗朗西斯·布蘭頓 | 弗朗西斯·布蘭頓 | 弗朗西斯·布蘭頓 | 弗朗西斯·布蘭頓 | 弗朗西斯·布蘭頓 | 弗朗西斯·布蘭頓 |             |             | 亨利·格雷   | 亨利·格雷   | 亨利·格雷 | 亨利·格雷 | 亨利·格雷 | 亨利·格雷 |           |           |           |           |  |  |  |  |
|            |            |            |            |            |            |  |  |          |          |          |          |          |          |  |  |              |              |              |              |                          |                          |                          |                          |                          |                          |            |            |                                             |               |               |               |                   |                   |                   |                   |                   |                   |  |  |           |           |           |           |                 |                 |                 |                 |                 |                 |             |             |             |             |           |           |           |           |           |           |           |           |  |  |  |  |
|            |            |            |            |            |            |  |  |          |          |          |          |          |          |  |  |              |              |              |              |                          |                          |                          |                          |                          |                          |            |            |                                             |               |               |               |                   |                   |                   |                   |                   |                   |  |  |           |           |           |           |                 |                 |                 |                 |                 |                 |             |             |             |             |           |           |           |           |           |           |           |           |  |  |  |  |
|            |            |            |            |            |            |  |  |          |          |          |          |          |          |  |  |              |              |              |              |                          |                          |                          |                          | 瑪麗一世                 | 瑪麗一世                 | 瑪麗一世   | 瑪麗一世   | 瑪麗一世                                    | 瑪麗一世      |               |               | 亨利·斯圖亞特     | 亨利·斯圖亞特     | 亨利·斯圖亞特     | 亨利·斯圖亞特     | 亨利·斯圖亞特     | 亨利·斯圖亞特     |  |  | 簡·格雷   | 簡·格雷   | 簡·格雷   | 簡·格雷   | 簡·格雷         | 簡·格雷         |                 |                 | 凯瑟琳·格雷     | 凯瑟琳·格雷     | 凯瑟琳·格雷 | 凯瑟琳·格雷 | 凯瑟琳·格雷 | 凯瑟琳·格雷 |           |           | 瑪麗·格雷 | 瑪麗·格雷 | 瑪麗·格雷 | 瑪麗·格雷 | 瑪麗·格雷 | 瑪麗·格雷 |  |  |  |  |
|            |            |            |            |            |            |  |  |          |          |          |          |          |          |  |  |              |              |              |              |                          |                          |                          |                          | 瑪麗一世                 | 瑪麗一世                 | 瑪麗一世   | 瑪麗一世   | 瑪麗一世                                    | 瑪麗一世      |               |               | 亨利·斯圖亞特     | 亨利·斯圖亞特     | 亨利·斯圖亞特     | 亨利·斯圖亞特     | 亨利·斯圖亞特     | 亨利·斯圖亞特     |  |  | 簡·格雷   | 簡·格雷   | 簡·格雷   | 簡·格雷   | 簡·格雷         | 簡·格雷         |                 |                 | 凯瑟琳·格雷     | 凯瑟琳·格雷     | 凯瑟琳·格雷 | 凯瑟琳·格雷 | 凯瑟琳·格雷 | 凯瑟琳·格雷 |           |           | 瑪麗·格雷 | 瑪麗·格雷 | 瑪麗·格雷 | 瑪麗·格雷 | 瑪麗·格雷 | 瑪麗·格雷 |  |  |  |  |
|            |            |            |            |            |            |  |  |          |          |          |          |          |          |  |  |              |              |              |              |                          |                          |                          |                          |                          |                          |            |            |                                             |               |               |               |                   |                   |                   |                   |                   |                   |  |  |           |           |           |           |                 |                 |                 |                 |                 |                 |             |             |             |             |           |           |           |           |           |           |           |           |  |  |  |  |
|            |            |            |            |            |            |  |  |          |          |          |          |          |          |  |  |              |              |              |              |                          |                          |                          |                          |                          |                          |            |            | 詹姆士六世（都鐸王朝結束-斯圖亞特王朝開始） |               |               |               |                   |                   |                   |                   |                   |                   |  |  |           |           |           |           |                 |                 |                 |                 |                 |                 |             |             |             |             |           |           |           |           |           |           |           |           |  |  |  |  |

## 外部資料
- 都鐸時代的音樂(1450-1600)
- Guy, John (ed). The Tudor Monarchy. St Martin’s Press, 1997.
- Jones, Michael K. and Malcolm G. Underwood, "Beaufort, Margaret , countess of Richmond and Derby（1443–1509）" （页面存档备份，存于）, Oxford Dictionary of National Biography, Oxford University Press, 2004. Accessed 27 August 2007.
- Thomas, R. S. "Tudor, Edmund, first earl of Richmond（c.1430–1456）" （页面存档备份，存于）, Oxford Dictionary of National Biography, Oxford University Press, 2004. Accessed 27 August 2007.
- Turton, Godfrey. The Dragon’s Breed: The Story of the Tudors from Earliest Times to 1603. Peter Davies, 1970.

## 維基共享資料
- 维基共享资源上的相關多媒體資源：都铎王朝

| 前任： 約克王朝 | 英格蘭王國 愛爾蘭王國 1485年至1603年 | 繼任： 斯图亚特王朝 |